# پیشینه شهرداری تهران
پیشینه شهرداری تهران به دوره قاجاریه و انتخاب تهران به عنوان پایتخت (دارالخلافه) بازمی‌گردد. دومين نظام‌نامه بلدیه (شهرداری)بعد از تبريز در تهران سال ۱۲۸۶ تصویب شده‌است. طی سه دوره حکمرانی قاجاریان، پهلوی و جمهوری اسلامی، شهرداری تهران به عنوان پایتخت ایران دست‌خوش فراز و فرودهای متعددی شده‌است. نخستین طرح جامع شهر تهران سال ۱۳۴۹ در دوره مدیریت غلامرضا نیک‌پی تدوین شد. سه طرح جامع شهر دیگر تهران بنا به ضرورت و اقتضاء بسط و گسترش کلان‌شهر تهران در سال‌های طرح «ساماندهی جامع تهران» در سال ۱۳۷۰، طرح مجموع شهری تهران سال ۱۳۸۱ و سرانجام طرح جامع جدید تهران سال ۱۲۸۵ تدوین شده‌است. در ادامه با مروری کلی بر تحولات مدیریت شهری در تهران از آغاز تاکنون به تفکیک گزارشی اجمالی از توسعه کالبدی مناطق بیست و دوگانه شهرداری تهران تأسیس نهاد مدیریت شهری در هر یک از مناطق ارائه می‌شود.

## قاجار
نظامنامه بلدیه بیست و یکم فروردین ۱۲۸۶ با هدف کاهش نقش دولت و افزایش نقش مردم،  در صحن علنی مجلس مطرح شد نظامنامه با ۶۹ رای موافق در مجلس شورای ملی تصویب شد و در پانزدهم خرداد سال ۱۲۸۶ به امضای محمدعلی شاه رسید.
مطابق این نظام‌نامه انجمن بلدیه و اداره بلدیه شهرداری نهادی مستقل از دولت و مجلس برای اداره بهینه امور محلی مانند بهداشت آبادانی و تنزیل و تسعیر نرخ اجناس و روی هم رفته برای آسایش مردم بنیانگذاری شد.
انجمن به جهت مشارکت عمومی و نقش شهروند در امور محلی دارای ماهیت حقوقی و استقلال مالی بود به‌طور کلی می‌توان گفت نقش انجمن بلدی در شهر به این همان حکم مجلس شورای ملی در امور مملکتی بود نظامنامه بلدیه نه تنها اولین بلکه مترقی‌ترین قانون اداره شهر در ایران بوده‌است که در جای جای آن تلاش برای تمرکز زدایی اداری و جداکردن اداره شهرها از قدرت حاکم و دولت و دولت نمایان است نخستین انتخابات انجمن بلدیه درد هفتم تیرماه ۱۲۸۶ در شش محله تهران برگزار شد میرزا کاشف السلطنه بانوان سرپرست انجمن فرهادیه منصوب شده بود از محله دولت نامزدش در نخستین انتخابات داخلی انجمن به عنوان رئیس انجمن بیشترین رای را آورد.
میرزا کاشف‌السلطنه نخستین کسی بود که خارج از اراده حکومت و دولت را به استناد به آراء عمومی اداره شهری را در ایران به دست گرفت پس از میرزا کاشف‌السلطنه، مهندس باشی فرنگی شهردار تهران شد و بعد از آن خلیل‌خان ثقفی الدوله به عنوان شهردار برگزیده شد به دست او نخستین ساختمان بلدیه تهران در خیابان جبه‌خانه روبروی بازار بزرگ ساخت. برای اول بار عبارت بلدیه تهران را بر تابلوی به طول یک متر و در بالای ورودی ساختمان نصب کرد. شهرداری را تحویل ابراهیم خان یمین‌السلطنه داد. آخرین شهردار دوره کوتاه استقلال شهرداری از حاکمیت دولت است که با کودتای سید ضیا رسماً به پایان می‌رسد.
| \| اقدامات \| زمامدار \| سال \| \| انتخاب تهران به عنوان پایتخت \| آقامحمدخان \| ۱۱۶۵ \| \| تهیه نقشه دارالخلافه تهران \| ناصرالدین‌شاه \| ۱۲۳۳ \| \| تاسیس نهاد احتسابیه \| ناصرالدین‌شاه \| ۱۲۳۸ \| \| سرشماری نفوس و مسکن \| ناصرالدین‌شاه \| ۱۲۴۸ \| \| صدور دستور برنامه‌ریزی و طراحی شهر جدید تهران \| ناصرالدین‌شاه \| ۱۲۴۸ \| \| تأسیس مجمع صحه عمومی \| ناصرالدین‌شاه \| ۱۲۵۳ \| \| تهیه نقشه دارالخلافه ناصری \| ناصرالدین‌شاه \| ۱۲۵۶ \| \| تدوین دستورالعمل بلدیه و نظمیه \| ناصرالدین‌شاه \| ۱۲۵۷ \| \| فروریختن دیوارهای تهران قدیم گسترش وسعت تهران قدیم از ۳ به ۱۹ کیلومتر \| ناصرالدین‌شاه \| ۱۲۷۰ \| \| تصویب قانون انجمن‌های بلدیه در مجلس اول شورای ملی \| مظفرالدین‌شاه \| ۱۲۸۶ \| \| برگزاری انتخابات انجمن‌های بلدیه و انتخاب و اولین شهردار \| مظفرالدین‌شاه \| ۱۲۸۶ \| |              |      |
| سیر تحولات و اقدامات مدیریت شهری تهران از سال ۱۱۶۵ تا ۱۲۸۶ شمسی |              |      |
| اقدامات | زمامدار      | سال  |
| انتخاب تهران به عنوان پایتخت | آقامحمدخان   | ۱۱۶۵ |
| تهیه نقشه دارالخلافه تهران | ناصرالدین‌شاه | ۱۲۳۳ |
| تاسیس نهاد احتسابیه | ناصرالدین‌شاه | ۱۲۳۸ |
| سرشماری نفوس و مسکن | ناصرالدین‌شاه | ۱۲۴۸ |
| صدور دستور برنامه‌ریزی و طراحی شهر جدید تهران | ناصرالدین‌شاه | ۱۲۴۸ |
| تأسیس مجمع صحه عمومی | ناصرالدین‌شاه | ۱۲۵۳ |
| تهیه نقشه دارالخلافه ناصری | ناصرالدین‌شاه | ۱۲۵۶ |
| تدوین دستورالعمل بلدیه و نظمیه | ناصرالدین‌شاه | ۱۲۵۷ |
| فروریختن دیوارهای تهران قدیم گسترش وسعت تهران قدیم از ۳ به ۱۹ کیلومتر | ناصرالدین‌شاه | ۱۲۷۰ |
| تصویب قانون انجمن‌های بلدیه در مجلس اول شورای ملی | مظفرالدین‌شاه | ۱۲۸۶ |
| برگزاری انتخابات انجمن‌های بلدیه و انتخاب و اولین شهردار | مظفرالدین‌شاه | ۱۲۸۶ |

## دودمان پهلوی
در فاصله سال‌های ۱۲۹۹ تا ۱۳۵۴ مدیریت شهری در تهران تغییرات متعددی را از سر گذراند از جمله می‌توان به این موارد اشاره کرد.
توسعه کالبدی تهران در دوره پهلوی
با شروع دوره پهلوی و تحولاتی که تحت عنوان مدرنیزاسیون در دوره پهلوی اول به‌وجود آمد، تهران دچار دگرگونی‌های اساسی گردید. بعد از سال ۱۳۲۰در دورهٔ پهلوی دوم و ادامه مدرنیزاسیون، توسعه و گسترش شهر در جهات مختلف ادامه یافت. تمرکز امور مالی و صنعتی در تهران بازار کار وسیعی را در تهران تأمین نمود و مهاجرت‌هایی را به سوی پایتخت موجب شد. در زمان پهلوی دوم توسعه شهر تهران و تحولات آن در سه دوره قابل بررسی می‌باشد.
دوره اول (۱۳۳۲ – ۱۳۲۰)
نو پایی و بی‌ثباتی دولت در این دوره که اثرات آن بلافاصله در وضعیت اقتصادی آشکار می‌گردد عامل اصلی رشد کند توسعه شهری و مهاجرت شده‌است. در این دوره بجز برخی اقدامات برنامه‌ریزی شده کابینه مصدق برای ایجاد مناطق مسکونی ارزان قیمت توسعه مهمی رخ نداده‌است.
دوره دوم (۱۳۴۱ – ۱۳۳۲)
توسعه کند شهری در این دوره از کودتای آن سال آغاز و تا شروع اصلاحات ارضی ادامه دارد. تثبیت رژیم و صدور مجدد نفت باعث تحرک در توسعه شهر گردیده و در همین دوره توسعه (پیوسته) شهری در محدوده فعلی منطقه ۲ آغاز شد. توسعه کالبدی در منطقه تحت تأثیر وجود کاربری‌های بزرگ مانند بیمارستان ۵۰۰ تختخوابی (بیمارستان امام) و پادگان‌های نظامی (جمشیدیه) که در دورهٔ پهلوی اول در بخش شمال غربی (ساخت و سازهای پیوسته) تهران ایجاد شده بود و تأثیر گسترش استفاده از باغات ییلاقی منطقه همچنین توسعه درجنوب محدوده (منطقه آذربایجان) که مهاجرین جدید را در خود جای می‌داد، شکل می‌گیرد. در اواخر دورهٔ دوم (۱۳۴۱–۱۳۳۲) درحوالی جاده شهر به سمت سولقان و کن فعالیت ساخت و ساز در شهر آرا و آریاشهر انجام می‌گردد. فعالیت بورس بازان زمین و شهرک سازان نیز در سطح گسترده در محدوده شهر آرا، تهران ویلا و آریا شهر آغاز می‌گردد. توسعه منطقه در این دوره تحت تأثیر گرایش به سرمایه‌گذاری در ایجاد شهرک‌ها صورت پذیرفته‌است. مجموعه آپارتمان‌های شهر آرا، ساختمان‌های ویلایی تهران ویلا و نطفه‌های اصلی آریاشهر از محصولات این دوره توسعه شهری در منطقه می‌باشند.
دوره سوم (۱۳۵۷–۱۳۴۱)
از اوایل دهه چهل با برنامه اصلاحات اراضی و تزریق درآمد نفت ضمن دگرگونی نظام اقتصادی و اجتماعی، جذب جمعیت و افزایش مهاجرت‌ها به تهران آغاز شد. توسعه محله‌های مسکونی جدید که در سال‌های قبل در حال شکل‌گیری بودند سرعت یافته، به طوریکه تا پایان دهه چهل (بخش اول دوره سوم) گسترش محله‌های جدید پراکنده و توسعه آبادی‌های کوچک بین تهران و شمیران فضاهای خالی مابین نواحی کوهستانی شمال و شرق شهر را جزئی از پیکره شهر ساخت. بدین ترتیب نواحی حومه ای شهر (قبلی) رشد کرده و بافت میانی یا قدیمی شهر را احاطه می‌نمایند. به طوری که در عکس‌های هوایی سال ۱۳۴۸ ملاحظه می‌گردد، منطقه دو نیز از این اتفاقات مبری نبوده مشابه سایر نقاط در معرض توسعه و ساخت و ساز قرار می‌گیرد. چنانچه اتفاقات فوق در محورهای آزادی، بهبودی، شهرآرا و ستارخان مشهود می‌باشد و ناحیه کوی نصر (گیشا) در حال آماده‌سازی است. در این دوره ساخت و ساز اکثراً " توسط بخش خصوصی و معمارهای یزدی و اصفهانی انجام می‌گردید و به غیر از چند نمونه کوچک از فعالیت بخش دولتی (مجتمع‌های شهر آرا و کوشک) در منطقه نشان دیگری نیست.
دوره پهلوی اول
اولین اقدام مدیریت شهری دوره رضاشاه پهلوی از نام خیابان‌ها شروع شد. سید ضیا مسیو گاسپار ایپکیان را به‌عنوان رئیس بلدیه انتخاب کرد. او کارش را با تغییر نام خیابان مریض‌خانه به سردار سپه شروع کرد.
در دوره رضا شاه دو مسئله مهم را در مدیریت شهری مطرح کرد یکی نقشه خیابان‌ها و دیگری تصویب قانون بلدیه در سال ۱۳۰۹. بر اساس قانون جدید بلدیه تشکیلات شهرداری عبارت بودند از اداره صحه و معاونت عمومی، اداره محاسبات عایدات، اداره امور خیریه، اداره ساختمان و روشنایی میدان‌ها، اداره سجل احوال، احصائیه نشریات، اداره کابینه پرسنل، تنظیمات ملزومات اجرائیات و رسوم. مهمترین نکته این روش‌نامه بند مربوط به انتخاب شهردار بود. قانون جدید بلدیه خودمختاری نسبی شهرداری‌ها را زائل و آنها را به عنوان عمان محلی دولت مرکزی تبدیل کرد. در این بند اختیار انتخاب شهردار به نخست‌وزیر واگذار شد. تهران دوره رضاشاه ۶ کیلومتر بزرگتر از تهران ناصری شده بود. مساحت پایتخت در سال ۱۳۱۳ دو برابر بزرگتر شده و به ۴۶ کیلومتر مربع افزایش یافت. در فاصله اسفند ۱۲۹۹ تا شهریور ۱۳۲۰ و خلاقیت رضاشاه تهران ۷۰۰ هزار نفر جمعیت دارد و وسعتش سه برابر بیشتر شده‌است.
پهلوی دوم
پس از رضاشاه فرایند دموکراتیزاسیون داری شهرها دوباره مورد توجه نیروهای مشارکت طلب سیاست ایران قرار می‌گیرد و تلاش می‌شود شهر در چارچوب مردم سالارانه در معنای پارلمانتاریسم آن و نزدیک الگوهای غربی اداره شود ماه عسل چنین ایده‌هایی به تصویب قائم مقامی وزارت کشور در غیبت انجمن شهر در سال ۱۳۲۵ و تصویب لایحه قانونی تشکیل شهرداری و انجمن شهر در سال ۱۳۲۸ منجر شد.
این رویدادها نشانه بارزی بر تلاش برای تغییر تعریف تازه‌ای از معنای شهر و نحوه اداره آن است. در سال ۱۳۳۱ در دوران نخست‌وزیری محمد مصدق این قانون نیز اصلاح شد تا استقلال بیشتری برای شهرها تأمین شود و رابطه آنها با وزارت کشور محدود شود. اعضای شورای شهر که در تهران ۳۰ نفر بودند از نواحی مختلف شهر انتخاب می‌شدند، ارتباط مستقیم بیشتری با حوزه‌های انتخابیه خود داشته باشند اعضای شورای شهر اختیار نظر شهردار را داشتند این تلاش دولت مستعجل بود.
پس از کودتای ۲۸ مرداد ۱۳۳۲ اصلاحیه‌ای دیگر بر مصوبه دولت ملی دربارهٔ قانون تشکیل شهرداری و انجمن شهر زده شد. در نهایت نفوذ دولت مرکزی در امور محلی به قانون بازگشت و از طریق کنترل‌های مالی و اداری گسترش یافت.
انتخاب اعضای شورا بر مبنای نواحی مختلف به عنوان راهکاری برای آشنایی نمایندگان شورا با برگزاری انتخابی در قانون سال ۱۳۳۱ گنجانده شده بود هم عملاً لغو شد. شهردار انتخابی شورا باید مورد تأیید ملوکانه قرار می‌گرفت مفهوم ضمنی این قانون آن بود که شورای شهر تهران نمی‌توانست، بر فعالیت شهرداری که منصوب وزارت کشور بود نظارت و کنترل مؤثری داشته باشد. بعد از کودتای سال ۱۳۳۲ در عمل شورای شهر به ندرت تشکیل شدند. اگر هم شورای شهر تشکیل شد؛ به ندرت از اقتدار واقعی برخوردار بودند. محصول چنین رفتاری با نهاد مدیریت شهرداری در نهایت چنان شد که دست‌اندرکاران حکومت پهلوی هم به اعتراض و واکنش داشت. چنان‌که احمد نفیسی معاون وقت شهردار تهران در سمینار شش روزه مسائل اجتماعی شهرداری شهر تهران، تهران را شهری بدقواره توصیف کرد. متأثر از انتقادهای طرح شده، در نهایت سال ۱۳۴۷ قانون «عمران و نوسازی شهری» شهرداری را مکلف به تدوین و اجرای طرح جامع شهر تهران کرد. با تدوین قانون «عمران و نوسازی شهری» برای نخستین بار در طول تاریخ ایران است که تلاش و شهرها طرح و برنامه‌ای جامع داشته باشند در جامعه تهران و سرانجام در سال ۱۳۴۹ به تصویب شورای شهر و شهرداری و شورای عالی شهرسازی و معماری رسید محدوده را برای تهران تعریف می‌کرد که قرار بود یک محدوده موجود یک محدوده توسعه ۲۵ ساله
مستند به پژوهش علی مدنی‌پور در مجموع مدیریت شهری در پهلوی دوم با محدود شدن فعالیت‌ها به طرح‌های جامع شهریٰ نه تنها قادر به تسلط بر اوضاع آشفته شهر نمی‌شد. عملاً از سازمان دادن و سامان دادن به مشکلات شهری موجود بازمی‌مانند؛ بلکه خود مبنای ایجاد مسائل تازه می‌شد. پژوهشی ویژگی‌های اصلی مدیریت شهری در تهران دوره پهلوی را به شکل زیر دسته‌بندی می‌کند.
1. افزایش پیچیدگی سازمانی، رشد شهرداری تبدیل آن به تشکیلات بزرگ دیوان سالار
2. رشد توانمندی‌های فنی
3. نبود پاسخگویی دموکراتیک به دلیل انتخابات شورای شهر نامرتب و گاه بحث‌برانگیز
4. نبود خودمختاری مالی، تنظیم بودجه شهرداری توسط دولت مرکزی
5. محدود بودن دامنه فعالیت به تأمین خدمات اساسی شهری و تأسیسات زیربنایی
6. بی‌توجهی به مسائل اجتماعی فرهنگی و اقتصادی
7. فقدان مدیریت متمرکز و هماهنگ امور شهری

| \| اقدامات \| زمامدار \| سال \| \| انتخاب سرلشکر بوذرجمهر به ریاست بلدیه \| رضاشاه \| ۱۳۰۲ \| \| تدوین نقشه خیابان‌ها تصویب قانون جدید بلدیه \| رضاشاه \| ۱۳۰۹ \| \| تخریب دیوارهای کهن تهران \| رضاشاه \| ۱۳۱۱ \| \| تصویب قانون تعریض و توسعه معابر و خیابانها \| رضاشاه \| ۱۳۱۲ \| \| تدوین نقشه تهران توسط مستشاران فرانسوی تخریب کاخ‌های قاجاری و محله سنگلج \| رضاشاه \| ۱۳۱۶ \| \| تصویب قانون آیین‌نامه پیش‌آمدن ساختمان‌ها در گذرها \| رضاشاه \| ۱۳۱۸ \| \| تصویب قائم مقامی وزارت کشور در غیبت انجمن شهر \| محمدرضا پهلوی \| ۱۳۲۵ \| \| تصویب لایحه قانونی تشکیل شهرداری و انجمن شهر \| محمدرضا پهلوی \| ۱۳۲۸ \| \| اصلاح قانون تشکیل شهرداری و شورای شهر با هدف استقلال بیشتر شهرداری‌ها \| محمد مصدق \| ۱۳۳۱ \| \| سرشماری نفوس و مسکن و تهیه برنامه جدید شهری \| محمدرضا پهلوی \| ۱۳۳۵ \| \| تشکیل دفتر فنی و طرح‌های هادی در وزارت کشور \| محمدرضا پهلوی \| ۱۳۳۶ \| \| اصلاح قانون توسعه معابر و زمین گودهای جنوب تهران \| محمدرضا پهلوی \| ۱۳۴۲ \| \| تصویب قانون تملک آپارتمان‌ها تصویب قانون تملک آپارتمان‌ها \| محمدرضا پهلوی \| ۱۳۴۴ \| \| تصویب طرح جامع تهران \| محمدرضا پهلوی \| ۱۳۴۹ \| \| سازمان نظارت بر گسترش شهر تهران \| محمدرضا پهلوی \| ۱۳۵۲ \| \| قانون گسترش شهرسازی در قطب‌های کشاورزی \| محمدرضا پهلوی \| ۱۳۵۴ \| |               |      |
| سیر تحولات و اقدامات بارز مدیریت شهری تهران از ۱۲۹۹ تا ۱۳۵۷ |               |      |
| اقدامات | زمامدار       | سال  |
| انتخاب سرلشکر بوذرجمهر به ریاست بلدیه | رضاشاه        | ۱۳۰۲ |
| تدوین نقشه خیابان‌ها تصویب قانون جدید بلدیه | رضاشاه        | ۱۳۰۹ |
| تخریب دیوارهای کهن تهران | رضاشاه        | ۱۳۱۱ |
| تصویب قانون تعریض و توسعه معابر و خیابانها | رضاشاه        | ۱۳۱۲ |
| تدوین نقشه تهران توسط مستشاران فرانسوی تخریب کاخ‌های قاجاری و محله سنگلج | رضاشاه        | ۱۳۱۶ |
| تصویب قانون آیین‌نامه پیش‌آمدن ساختمان‌ها در گذرها | رضاشاه        | ۱۳۱۸ |
| تصویب قائم مقامی وزارت کشور در غیبت انجمن شهر | محمدرضا پهلوی | ۱۳۲۵ |
| تصویب لایحه قانونی تشکیل شهرداری و انجمن شهر | محمدرضا پهلوی | ۱۳۲۸ |
| اصلاح قانون تشکیل شهرداری و شورای شهر با هدف استقلال بیشتر شهرداری‌ها | محمد مصدق     | ۱۳۳۱ |
| سرشماری نفوس و مسکن و تهیه برنامه جدید شهری | محمدرضا پهلوی | ۱۳۳۵ |
| تشکیل دفتر فنی و طرح‌های هادی در وزارت کشور | محمدرضا پهلوی | ۱۳۳۶ |
| اصلاح قانون توسعه معابر و زمین گودهای جنوب تهران | محمدرضا پهلوی | ۱۳۴۲ |
| تصویب قانون تملک آپارتمان‌ها تصویب قانون تملک آپارتمان‌ها | محمدرضا پهلوی | ۱۳۴۴ |
| تصویب طرح جامع تهران | محمدرضا پهلوی | ۱۳۴۹ |
| سازمان نظارت بر گسترش شهر تهران | محمدرضا پهلوی | ۱۳۵۲ |
| قانون گسترش شهرسازی در قطب‌های کشاورزی | محمدرضا پهلوی | ۱۳۵۴ |

## جمهوری اسلامی
مدیریت شهری تهران از ۱۳۵۷ تا ۱۴۰۰ طی چهار دهه بیش از چهارده شهردار به خود دیده‌است.
۱۳۵۷–۱۳۶۷
در فاصله سال‌های ۱۳۵۷ تا ۱۳۶۸ محمد توسلی، سید رضا زواره‌ای، سید کمال‌الدین نیک‌روش ،غلامحسین دلجو، محمدکاظم سیفیان، حسین بنکدار، محمدنبی حبیبی، سید مرتضی طباطبایی شهردار تهران بودند.
در نخستین دهه فعالیت مدیریت شهری بعد از انقلاب متأثر از وقوع جنگ و جوی انقلابی فعالیت‌های زیرساختی عمرانی جدی و گسترده در حوزه مدیریت شهری صورت نگرفت.
محدودیت منابع مالی، وقوع جنگ تحمیلی، بلایی طبیعی مانند سیل تجریش، سیل دماوند و لزوم حمایت شهرداری از مناطق سیل‌زده، گسترش مهاجرت به پایتخت، جدا شدن ماده ۱۰۰ از شهرداری، ساخت و ساز در اراضی سعادت آباد و قطعه‌بندی آن با حکم حاکم شرع بدون رعایت قوانین شهرداری و وزارت مسکن و شهرسازی، موشک باران تهران، منازعات سیاسی و اخلال در فعالیت مدیریت شهری، چالش‌های روزمره اعم از مسائل ترافیکی و جمع‌آوری زباله و… از عمد مسائل و چالش‌های مدیریت شهری در دهه نخست بعد از انقلاب ۱۳۵۷ است. مجموعه چالش‌های یاد شده کمتر فرصت اقدام اجرایی و زیربنایی و عمرانی گسترده و قابل توجه به مدیران شهری داد.
به‌رغم عدم فعالیت‌های اجرایی و عمرانی قابل اعتنا در دوره زمانی یاد شده مجموعه مصوبات و دستورالعمل‌های برنامه‌ریزی قابل ملاحظه‌ای در شهرداری تهران به تصویب رسید که از آن جمله می‌توان به موارد زیر اشاره کرد.
1. تصویب قانون درآمد پایدار شهرداری‌ها در مجلس شورای اسلامی
2. تأسیس کمیسیون ماده ۵ قانون و شهرسازی ایران
 به منظور تجهیز جایگاه قانونی بررسی طرح‌های شهری و تفصیلی
3. تشکیل مجدد قائم مقام شورای شهر تهران و راه‌اندازی کمیته‌های متعدد مانند 
 «بودجه و تشکیلات»، «معاملات و قراردادها»، «مالی و عوارض حمل و نقل» و «ترافیک خدمات شهری» بود.
4. تشکیل کمیسیون‌های ماده ۱۰۰ قانون شهرداری تهران
5. رسیدگی به تخلف‌های ساختمانی
6. تشکیل کمیسیون ماده ۷ آیین‌نامه اجرایی قانون حفظ و گسترش فضای سبز تهران 
 به منظور جلوگیری از تخریب باغ‌های تهران
7. تصویب و اجرای طرح طبقه‌بندی مشاغل کارگران شهرداری تهران
8. بودجه‌بندی مناطق بیست‌گانه شهرداری تهران
9. تجدیدنظر در ساختار اداری شهرداری تهران
10. تخریب محله «جمشید» در خیابان قزوین و جمع‌آوری فواحش
11. استخدام رسمی حدود ۵۵۰۰ نفر از کارکنان شهرداری داری قرارداد موقت[۱۵]

۱۳۶۸–۱۳۸۲
در فاصله سال‌های ۱۳۶۸ تا ۱۳۸۲ غلامحسین کرباسچی، مرتضی الویری، محمد حقانی، محمدحسن ملک‌مدنی و محمدحسین مقیمی به عنوان شهردار و سرپرست شهردای تهران فعالیت کردند. غلامحسین کرباسچی بیش از هشت سال سکان مدیریت شهری را بر عهده داشت. در این دوره زمانی اقدام‌های متعددی در زمینه‌های توسعه شهری، تکمیل شبکه بزرگراه‌های تهران، شبکه حمل و نقل عمومی، برج‌سازی و بهبود درآمدهای شهری و نیز حوزه‌های فضای سبز و مسائل فرهنگی و اجتماعی رقم خورد. در این دوره مسائل عمدتاً حول توسعه و بازسازی اقتدار شهری می‌گردد به دنبال خود ایده‌های تازه برای اداره شهر فراهم شد. فروش تراکم، باند مرتبه‌سازی، مدرن سازی و تأمین منابع مالی پایدار از جمله اقدام‌های این دوره چهارده ساله است. برخی از تحلیلگران مسائل شهری معتقدند این بازه زمانی از دوره‌های مهم مدیریت شهری تهران است که با دوره فعالیت کریم بوذرجمهری و غلامرضا نیک‌پی قابل قیاس است.
- از جمله اقدام‌های صورت گرفته ارتقای کیفیت محیط زیست، بهبود و تقویت جایگاه شهرداری در تصمیمات اداری در همین دوره زمانی است که نخستین بار غلامحسین کرباسچی به عنوان شهردار وقت تهران می‌تواند در جلسات هیئت دولت شرکت کند.[۱۷][۱۸] تأسیس مؤسسه همشهری انتشار روزنامه همشهری از دیگر اقدامات صورت گرفته‌است همچنین در اسفند ماه سال ۱۳۷۷ نخستین کسی مترو تهران افتتاح شد که تهران را به کرج متصل می‌کرد تأسیس شرکت‌ها و سازمان‌های متعدد از دیگر فعالیت‌های رقم خورده در این برهه زمانی است. .[۱۶]

به‌طور مشخص در دوره غلامحسین کرباسچی خصوصی‌سازی و تملک خصوصی‌سازی و تمرکز زدایی به مباحث وسیعی در عرصه عمومی دامن زد. تأمین منابع مالی پایدار و تحقق استقلال مالی شهرداری از دولت با گرفتن مالیات بر توسعه اخذ می‌شد؛ مالیاتی که در افواه از آن به عنوان «تراکم فروشی» یاد می‌شود.
تراکم‌فروشی چهره تهران و سایر شهرها ایران را دگرگون کرد هرچند منابع مالی سرشاری برای شهرداری‌ها تهران و دیگر کلان‌شهرهای ایران به همراه داشت. این اقدام با انتقادهایی همراه بوده‌است؛ زیرا قوانین موجود شهرسازی را زیر پا گذاشته‌است
- در فاصله سال‌های دهه هفتاد شهرداری تهران به استقلال مالی دست یافت و درآمد آن بین سال‌های ۱۳۷۱ تا ۱۳۷۴ با میزان متوسط سالانه ۳۲ درصد رشد روبه‌رو شد تا جایی که در طول دو سال بودجه شهرداری ۵ برابر شد.[۱۶] از سال ۱۳۶۸ با شروع برنامه‌ریزی‌های توسعه در کشور و نیازی به اجرای طرح‌های عمرانی، مستند به قانون برناه اول توسعه، دستگاه‌هایی اجرایی از جمله شهرداری‌ها امکان یافتند بخشی از درآمدهای طرح‌های توسعه را خودشان تأمین کنند؛ شهرداری تهران هم برخلاف ضوابط «طرح جامع شهرسازی» به «تراکم‌فروشی» برای تأمین منابع اقدام کرد.[۲۱]

منتقدان مدیریت شهری، ایراد و انتقاد جدی وارد به دوره مدیریت غلامحسین کرباسچی را بی‌اعتنایی او به شهرسازی می‌دانند.
- تحلیل‌گران برخی از ویژگی دوره مدیریت شهری در فاصله سال‌های ۱۳۶۸ تا ۱۳۸۲ را به شرح زیر توصیف کردند.[۲]

1. خصوصی‌سازی خدمات شهری از آن جمله می‌توان به خدمات سازمان‌های مسئول بازیافت، آمار و اطلاعات خدمات رایانه‌ای، گورستان، آتش‌نشانی و…
2. موج جدید طرح‌های عمده توسعه شهری از جمله احداث راه‌ها، بوستان‌ها، بزرگراه‌ها، فرهنگسراها و کتابخانه‌ها و…
3. توجه روزافزون شهرداری به مسائل اجتماعی - فرهنگی
4. تأسیس معاونت جدید برای رسیدگی به فرهنگسراها، کتابخانه‌های عمومی، مراکز ورزشی و تأسیسات تفریحی و گردشگری
5. تأسیس واحدهای تجاری جدید نظیر فروشگاه‌های زنجیره‌ای و میدان‌های میوه و تره‌بار
6. و…

۱۳۸۲–۱۴۰۰
طی هیجده سال در فاصله سال‌های ۱۳۸۲ تا ۱۴۰۰ نه شهردار سکان مدیریت شهری را به عنوان شهردار یا سرپرست شهرداری عهده داشتند؛ به ترتیب محمود احمدی‌نژاد، علی سعیدلو، محمدباقر قالیباف، مصطفی سلیمی، محمدعلی نجفی، سمیع‌الله حسینی مکارم، سید محمدعلی افشانی، پیروز حناچی، علیرضا جاوید علیرضا زاکانی عملاً محمود احمدی‌نژاد با دوسال فعالیت، محمدباقر قالیباف طی دوازده سال فعالیت و پیروز حناچی طی چهار سال فعالیت فرصت بیشتری در تحقق برنامه‌ها و فعالیت‌های اجرایی و سیاستگذاری مدیریت شهری داشتند. طی سال‌های ۱۳۸۲ تا ۱۳۹۷ توجه و تمرکز بر گسترش فضای کالبدی و اجرای پروژه‌های کلان زیرساختی در تکمیل شبکه بزرگراهی و مترو و حمل نقل عمومی است. از نخستین اقدامات محمود احمدی‌نژاد در سمت برطرف کردن معضل ناهمواری‌های معابر عمومی بود.
- در دوران مدیریت محمود احمدی‌نژاد به منظور تسهیل ترافیک تعداد زیادی از چراغ‌های قرمز و تقاطع‌ها حذف و دوربرگردان جایگزین شد؛ چند سال بعد از این اقدام به عنوان اشتباه بزرگ مهندسی ترافیک در تهران یاد شد.[۲۲] در این دوران فروش تراکم کاهش محسوسی داشت. از دیگر رویدادهای دوران شهرداری احمدی‌نژاد مصرف بودجه شهرداری بدون هیچ سندی بود. در آن زمان رئیس وقت کمیسیون برنامه بودجه شورای شهر اعلام کرد ۳۵۰ میلیارد تومان هزینه در شهرداری فاقد سند است.[۲۲] در عین حال کسانی روحیه محمود احمدی‌نژاد او را تأیید می‌کردند.
- محمدباقر قالیباف پس از انقلاب بیش از هر فرد دیگری شهرداری جهرم در مدت ۱۲ سال شهردار شهر تهران بود و در طول این مدت در کنار تمجید از برخی اقدامات شهرداری انتقادهایی نیز وجود داشت. در دوران ریاست محمدباقر قالیباف اتوبان نیایش و پل طبقاتی صدر طراحی و افتتاح شد. پروژه‌های عمرانی مانند تونل رسالت و برج میلاد به اتمام رسید.[۲۲]
- در حوزه فنی و عمرانی تهران چهره دیگری گرفت دریاچه شهدای خلیج فارس، اتوبان امام علی رکورد بالاترین میزان تملک در دوران مدیریت شهری تهران را ثبت کرد. همچنین از تکمیل تونل امیرکبیر، اتوبان باقری، تونل توحید، پل جوادیه، بزرگراه‌های شهید زین‌الدین، یادگار امام، شهید یاسینی را می‌توان از جمله پروژه‌های مهم مدیریت شهری پایتخت در دوره قالیباف است.[۲۳] دروازه فنی عمرانی همچنین تعداد پل‌ها و تقاطع‌های غیرهمسطح شهر تهران از ۱۵۷ به ۳۵۶ افزایش یافت و نیز شبکه جمع‌آوری آب‌های زیرسطحی از ۴۲۳ کیلومتر ۵۱۴ کیلومتر افزایش یافت ۲۵ کیلومتر تونل حمل و نقل ویژه خودروهای ساخته شد. شبکه تونلی شهر تهران نیز ۱۹ برابر شد.[۲۳] در حوزه حمل و نقل ارائه عمومی هم پروژه‌های متعددی رقم خورد. این دوره تکمیل خط یک و دو مترو آغاز احداث خط سه، چهار، شش، هفت، هشت متر محقق شد و برخی از ایستگاه‌های این خطوط تأسیس شد. راه‌اندازی سامانه اتوبوس‌های تندرو (خطوط بی آر تی) نوسازی تاکسی‌های پایتخت، ورود تاکسی‌های هیبریدی به ناوگان حمل و نقل عمومی از جمله اقدام‌ها بود.[۲۴]
- نقدهایی جدی نیز متوجه عملکرد و فعالیت محمدباقر قالیباف در مدیریت شهری شد.منتقدان حجم زیاد تراکم‌فروشی برای تأمین اعتبار پروژه‌های زیرساختی را به عنوان اقدامی مخرب توصیف کردند و از تهران به عنوان شهر سوخته یاد کردند.[۲۲] میزان قابل توجهی بدهی بر جای گذاشت حداقل میزان بدهی اعلام شده بیست هزار میلیارد تومان عنوان شد این در حالی بود که بودجه شهردار ۱۸ هزار میلیارد تومان بود.[۲۲]
- همچنین از جمله موضوع‌های جنجالی و انتقاد برانگیز واگذاری املاک شهرداری با تخفیف بالا به بعضی از مدیران شهری بوداین ماجرا به املاک نجومی معروف شد.[۲۲] در دوره قالیباف برای تأمین منابع اقدام به تراکم فروشی حداکثری شد موضوعی که باعث انتقاد رئیس کمیسیون معماری و شهرسازی شورای شهر تهران شد و از این مسئله به عنوان زمین سوخته‌ای به نام تهران یاد کرد که تحویل شهردار آینده خواهد شد.[۲۵]
- همچنین احداث پل صدر از جمله موضوعاتی بود که مهمترین انتقاد را متوجه حوزه مدیریت و عملکرد محمدباقر قالیباف رقم زد.[۲۳]

در دوره مدیریت پیروز حناچی شهرداری به دو مسئله شفافیت نقش آفرینی شهروندان در عرصه شهری و مدیریت شهری تأکید کرد موضوعی که به از آن تحلیلگران و ناظران بیش از چند دهه مغفول مانده بود.
گذار از شهر خودرو محور به شهر انسان محور نیز از دیگر فعالیت‌ها و رویکردهای پیروز حناچی در مدیریت شهری بود. همچنین تن زدن از تراکم فروشی و احیای هویت محلی حفظ توسعه افزایش تعلق ملی بهبود کیفیت زندگی در محلات شهر از جمله موضوعاتی بود که مورد توجه اهتمام مدیریت شهری در این دوره بود. توجه به اقشار آسیب‌پذیر و همچنین گروه‌های ناتوان، افراد سالخورده و معلولین از جمله موضوع‌های مورد توجه در مسائل مدیریت شهری بود مناسب‌سازی شبکه حمل و نقل عمومی، بوستان‌ها و فضای عمومی شهر تهران برای افراد کم توان و معلول مورد توجه قرار گرفت. تغییر منابع درآمدی شهرداری از تراکم‌فروشی به منابع جایگزین، کاهش وابستگی ۵۰ درصدی منابع اعتبارات شهرداری تهران به تراکم‌فروشی از جمله اقدام و فعالیت‌های صورت گرفته در حوزه مدیریت شهری پیروز حناچی بود. به‌رغم محدودیت منابع مالی در دوره پیروز حناچی خطوط مترو ۶ و ۷ و گسترش یافت و ایستگاه‌هایی از خطوط یاد شده افتتاح شد.

## توسعه کالبدی مناطق تهران
بر اساس گزارش‌های موجود گسترش تشکیلات مدیریت شهری و نیز تأسیس شهرداری مناطق متعدد تهران در گذر زمان متأثر از توسعه کالبدی و فضای شهری بوده‌است. تهران دوره قاجار و اوائل پهلوی در فاصله سال‌های ۱۳۱۱–۱۲۶۶ (خورشیدی) به پنج محله عمده تقسیم می‌شد. عمده محله‌های پنج‌گانه یاد شده در منطقه کنونی دوازده شهرداری تهران قرار دارد. قدمت سکونتگاهی منطقه یاد شده به دوره صفویه بازمی‌گردد و دوره قاجاریه این منطقه از شهر تهران به عنوان مرکز دارالخلافه برگزیده می‌شود. مستند به گزارش‌های تاریخی عمده رشد و توسعه کالبدی و اجتماعی این منطقه در دوره قاجاریه است. سال ۱۳۱۱ با افزایش شمار جمعیت و فضای کالبدی شهر تهران، برای تحقق مدیریت شهری موثرتر به ۱۰ ناحیه تقسیم شد. سال ۱۳۴۵ پایتخت ایران به شهری با ۱۰ منطقه تبدیل شده‌است. کمی پس از تقسیم تهران به ده منطقه شهرداری، در سال ۱۳۴۷ اولین طرح جامع شهر تهران تدوین شد. سال ۱۳۵۵ مناطق شهر تهران به ۱۲ منطقه افزایش
یافت. از سال ۱۳۷۰ تاکنون متأثر از «اجرای طرح جامع ساماندهی شهر تهران» دارای ۲۲ منطقه شهرداری شد. بررسی‌های دیگری نیز برای بازتعریف دوباره مناطق شهری، تفکیک و تقلیل مناطق به یازده منطقه از جمله مطالعاتی است که در نیمه دهه نود خورشیدی انجام شده‌است.در این بخش مروری اجمالی بر نخستین پویش‌ها و گسترش توسعه کالبدی مناطق بیست و دوگانه تهران داریم.

### مناطق یک تا هشت
یک بر اساس مقاله شهرداری منطقه یک تهران در دانشنامه بزرگ اسلامی، تشکیلات شهرداری تدریجاً در سال ۱۳۰۴ (خورشیدی) کامل‌تر از قبل شد؛ در نهایت بر اساس تقسیمات مدیریت شهری، محله‌های شهر تهران به چهار ناحیه شمال شرقی، شمال غربی، جنوب شرقی و جنوب غربی تقسیم شد. دو ناحیه شهر ری (زاویهٔ مقدسه) و شمیران به عنوان نواحی حومهٔ تهران، زیر نظر شهرداری پایتخت قرار گرفت. شهرداری شمیران در آن زمان دارای اداره‌های سجل احوال، میاه، روشنایی، تنظیف، ارزاق و پست امدادی بود. از بهمن ۱۳۴۷ با تدوین نخستین‌بار طرح جامع تهران و نیز تعریف محدود شهری برای مدت پنج‌سال، مدیریت شهری ذیل مناطق ده‌گانهٔ شهرداری بازتعریف شد. در همین دوران است که منطقه شمیران از محدوده شهر تهران به عنوان منطقه‌ایی از تهران در تقسیمات مدیریت شهری تغییر وضعیت داد و به عنوان منطقه ده شهرداری تهران تعریف شد. تا پیش از سال ۱۳۴۷ شمیران جزو حومهٔ شهر تهران به‌شمار می‌آمد. از سال ۱۳۶۰ (خورشیدی) براساس تقسیمات جدید شهری جزو منطقهٔ ۱ تهران به‌شمار می‌آمده‌است. طی همین سال ساختمان جدید شهرداری منطقهٔ ۱ تهران (شمیران) در ضلع جنوب شرقی میدان تجریش (قدس)، در سه طبقه احداث شد. ولنجک، محمودیه، زعفرانیه، باغ‌فردوس، نیاوران، دربند، گلاب‌دره، امامزاده قاسم، قیطریه، دزاشیب، حصار بوعلی، فرمانیه، چیذر، جماران، کاشانک، دارآباد، اراج، سوهانک، اوین ـ درکه، حکمت و ازگل از جمله محله‌های این منطقه هستند. همچنین محله تجریش از قدیمی‌ترین محله‌ها و کالبد شهری این منطقه است. از نظر جغرافیایی در گذشته تقریباً همین محدوده فعلی را شامل می‌شد و دستخوش تغییر خاصی نشده‌است. قسمت عمده دهکده تجریش در جنوب امام‌زاده صالح و میدان تجریش فعلی و باغ‌های الهیه بوده‌است و مشتمل بر دو محله به نام‌های تکیه بالا و تکیه پایین بوده‌است که مرکز اصلی این ده را می‌توان بازار فعلی تجریش برشمرد.
دو
قدمت سکونت شهری و ارائه خدمات شهری در منطقه دو شهرداری به اوائل دهه چهل بازمی‌گردد. روستاهای درکه و فرحزاد در شمال منطقه و روستای طرشت در جنوب منطقه ازجمله سکونتگاه‌های قدیم منطقه هستند که سیمای تاریخی منطقه را شکل می‌دهند. شهرک‌سازی‌های دوره قبل انقلاب شامل گیشا، شهرک غرب و ساخت وسازهای پل مدیریت و دانشگاه امام صادق (دانشکده مدیریت سابق)، احداث پارک پردیسان با نگاه گردشگری و زیست‌محیطی مربوط به دوره پهلوی دوم است. گسترش محله‌های مدیریت، سعادت‌آباد و شهرک مخابرات پس از واگذاری‌های زمین در اوایل انقلاب شروع شده که قسمت اعظم منطقه در اثر رشد سریع ساخت‌وساز در دو دهه اخیر به‌صورت شتابان شکل‌گرفته‌است. این منطقه که در ابتدای شکل‌گیری به عنوان منطقه ییلاقی، سکونتی و خوش آب و هوا مورد استفاده قرار می‌گرفت، به تدریج به سمت حوزه سکونتی برای جمعیت رو به رشد تهران پیش رفته‌است. به مرور زمان به دلیل ایجاد زیرساخت‌های نوین و گسترده، وجود قطعات بزرگ، ارزانی زمین، تمرکز فوق‌العاده فعالیت‌ها در مرکز شهر و نزدیکی منطقه به مرکز ثقل شهر و نیاز به توسعه ساختارهای اصلی فعالیت‌ها به پذیرش استقرار برخی فعالیت‌های فرامنطقه‌ای، شهری و فرا شهری گردن نهاد. این مشخصات و شرایط مناسب جغرافیایی و اکولوژیک همچنین زمینه مناسبی را برای توسعه جمعیت ساکن در منطقه ایجاد نموده‌است.
سه
شماری از محله‌های قدیمی تهران در منطقه سه شهرداری تهران قرار دارد. نقشه‌های در دسترس در زمینه تحول کالبدی شهر نشان می‌دهد؛ قسمت عمده ساخت و ساز در محدوده کنونی منطقه سه شهرداری از سال ۱۳۴۰ آغاز شده‌است. بافت ارگانیک آبادی‌ها و روستاها تدریجاً نوسازی شد. بافت منطقه از سال۱۳۳۵ شکل گرفته‌است این بافت حول سکونت‌گاه‌های روستائی از جمله ده‌ونک در غرب، قلهک و زرگنده در شمال مرکزی، رستم‌آباد و اختیاریه در شمال شرقی شکل گرفت. این منطقه بخشی از شمیران محسوب می‌شود. تاریخ شمیران و آبادی‌های آن از گذشته‌های دور همواره متأثر از تاریخ شهر ری و بعد از آن تهران بوده‌است. شمیران آسایشگاه تابستانی مردم ری بود. در ادوار گذشته این محدوده به علت تقاطع کوهستانی صعب‌العبور دارای اهمیت زیادی بود، استحکامات متعددی در آن ساخته شده‌است. در سال ۱۳۵۵ حدود ۱۰۰ هکتار باغ و زمین زراعی در این محدوده وجود داشت. در ادوار پیشین ساختار جمعیتی، با مهاجرت ارامنه به این منطقه تغییر کرد. ارامنه در محدوده‌ای معروف جاده ارامنه (خیابان سئول کنونی) مسکن گزیده بودند و قلعه معروف ارامنه نیز در همین محل است. سال ۱۳۵۸ در پی تحولات تقسیمات شهری منطقه سه شهرداری تهران به عنوان یکی از تقسیمات خدمات شهری ایجاد شده‌است. منطقه سه در پهنه‌ای از تهران قرار دارد که اراضی آن حدفاصل تهران قدیم و شمیران بوده‌است. آبادانی و توسعه آن به این شرح قابل شناسایی است؛ پیش از اوایل قرن حاضر (۱۳۰۰ خورشیدی) که بافت‌های روستایی به صورت پراکنده تکوین و توسعه یافته‌اند باغداری و همچنین کشاورزی در اراضی پیرامون بافت‌های روستایی متداول بوده‌است. با توجه به این‌که در این موقعیت‌ها منابع طبیعی دائمی تأمین آب وجود نداشته، اهمیت و نقش حیاتی قنات که یک زیر ساخت تاریخی شهر تهران است در روستاها آشکار می‌شود. اختیاریه، رستم‌آباد، احتشامیه، دروس، قلهک، حسن‌آباد، زرگنده، داودیه، و ده ونک از جمله روستاهایی گسترده در پهنه کنونی منطقه سه بودند. از اواخر قرن گذشته تا پیش از نیمه قرن حاضر که روستاها به ییلاق‌نشین‌های تهران تبدیل شدند. مهمترین بازتاب‌های این دوره عبارت بودند از حذف بخشی از فعالیت کشاورزی روستاها و جایگزینی و توسعه باغ‌هاواپسیت تغییرهای منطقه سه شهرداری مربوط به نیمه قرن اخیر است و رشد شهر تمامی اراضی منطقه را فراگرفت.
چهار
محدوده منطقه چهار تهران کنونی، در دوره‌های تاریخی اواخر قاجار و دوران پهلوی، باغ کاری‌های کشاورزی بوده‌است. از سال ۱۳۳۵ به بعد این منطقه با حفظ نقش تفرجگاهی و ییلاقی خود تبدیل به مکانی برای استقرار ویلاهای تابستانی متمولین بود. کلا برای شهر تهران، روستاهای سوهانک، ازگل، اراج، گلستان، مبارک‌آباد و اطراف باغ هروی از چنین ساخت و بافتی برخوردار بوده‌است. کانون‌های سکونتی اولیه در این منطقه، در محدوده‌های نارمک شمالی و تهرانپارس در دهه ۴۵–۳۵ شکل گرفت و به تدریج توسعه یافت و طی سالهای ۱۳۳۰ تا ۱۳۵۰ بافتهای مدرن در نارمک و تهرانپارس و به موازات آن کارگاه‌های صنعتی و کارخانه‌های واقع در شرق منطقه به شکل سطوح گسترده صنعتی به وجود آمد. از سال ۵۶ به بعد محدوده ورودی شرقی تهران در منطقه ۴ محل استقرار جمعیت مهاجر از دیگر شهرها و روستاهای کشور قرار گرفت و به تدریج بافت‌های روستایی و حاشیه‌ای محله‌های خاک سفید، شمیران نو، کاظم‌آباد در این منطقه شکل گرفت.
پنج
روایت از سکونت در منطقه پنج شهرداری تهران از گذشته دور آغاز شده‌است؛ با بسط و گسترش شهرنشینی توسعه یافته‌است. بسترهای اولیه سکونت در منطقه ۵ را می‌توان در محدوده کن سراغ گرفت. علاوه بر روستای کن، پنج محدوده دیگر که از لحاظ قدمت به مانند کن به گذشته دور بازمی‌گردند، عبارتند از باغ فیض، ده حصارک، مرادآباد، حسن‌آباد و وسک. در این دوره زمانی دو محدوده حسن‌آباد و وسک در درون بافت شهری منطقه حل شده‌است؛ اثر قابل ملاحظه‌ای از آنان به جای نمانده‌است. سه محدوده دیگر آن کماکان آثاری از گذشته را در خود دارند. منطقه ۵ شهرداری تهران دارای هفت ناحیه است. به لحاظ قدمت سکونت در نواحی شمالی منطقه به خصوص نواحی دو و سه قدمتی دیرینه دارند. موج متاخر سکونت در شمال منطقه از دهه ۴۰ شمسی و از جنوب این نواحی به سمت شمال آن‌ها آغاز شده‌است. شروع سکونت در نواحی پنج و شش نیز از دهه ۴۰ شمسی و در ناحیه چهار از اواسط دهه ۵۰ شمسی آغاز شد. اولین نشانه‌های ساخت و ساز گسترده منطقه در فاصله سال‌های ۱۳۴۳ تا ۱۳۵۸ از روی نقشه‌های در دسترس قابل مشاهده است. منطقه در این دوره شاهد توسعه بطنی و آرام بوده‌است. در آن محدوده تصفیه‌خانه شماره دو آب تهران در مسیر روستای کن شکل گرفت. احداث بلوک‌های مسکونی چهار طبقه در شمال این تصفیه‌خانه و ساختمان‌های یک و دو طبقه در شرق آن در سال‌های ابتدایی دهه چهل شکل گرفته‌است. به این ترتیب در فاصله این سال‌ها بافت مسکونی به همراه شبکه مواصلاتی حول دو محور شروع به توسعه می‌نمایند؛ یکی ایجاد شهرک اطراف جاده شهر زیبا (آیت‌الله کاشانی) دیگری جاده مخصوص تهران کرج. همچنین احداث محدوده آریاشهر در مجاورت منطقه، توسعه بافت مسکونی شهر زیبا را به دنبال دارد. کوی فردوس، کوی مهران، کوی سازمان برنامه و کوی کیهان در سال‌های دهه چهل شکل گرفتند یا شروع ساخت و ساز آن‌ها در همان دوره است. در مجاورت جاده مخصوص کرج (حد فاصل این جاده تا بزرگراه تهران - کرج) شهرک‌های آپادانا و کوی بیمه شکل گرفت. تغییرات بنیادین دیگر مربوط به سال‌های ۱۳۵۸ تا ۱۳۶۶ دانست. در این دوره بافت مسکونی در محدوده منطقه به صورت چشم‌گیری گسترش یافته و تقریباً تمامی نیمه جنوبی محدوده مورد ساخت و ساز قرار گرفت. از سوی دیگر با فعال شدن تعاونی مسکن ادارات و نهادهای مختلف و گستردگی ارضی منطقه، این ساخت و سازها در تمامی منطقه گسترش یافت و اراضی پونک، شهران، جنت‌آباد، شهرک نیروی هوایی، شهرک کوهسار، شهرک المهدی، شهرک میلاد، کوی سازمان برنامه، شهرک پرواز، شهرک کارمندان سازمان آب، شهرک مبعث و … تدریجاً شکل گرفت و برخی از آن‌ها به صورت کامل ساخته می‌شوند. به تبع این ساخت و سازها شبکه‌های شهری با توجه نیاز جمعیت ساکن در محدوده به سرعت احداث شدند. در مجموع می‌توان گفت حاشیه غربی تهران در جریان گسترش شهر و افزایش مهاجرت به آن در اواسط دهه ۶۰ جزئی از تهران شد، در حالی که پیش‌تر به عنوان حواشی شهر تهران محسوب می‌شد.
شش
سابقه سکونت در منطقه شش شهرداری تهران به دوره قاجار بازمی‌گردد. سیر تحول تاریخی منطقه شش نشان می‌دهد، دو دروازه دروازه دولت و دروازه یوسف‌آباد از دوازده دروازه شهر در عهد ناصری در جنوب منطقه شش فعلی تهران قرار داشتند. دروازه دولت در تقاطع خیابان انقلاب و شهید مفتح و دروازه یوسف‌آباد در تقاطع خیابان انقلاب و حافظ که متأسفانه در گذر زمان از بین رفته‌اند. آغاز توسعه منطقه شش به لحاظ شهری و ساخت و سازهای مسکونی و تجاری به دوران پهلوی اول بازمی‌گردد. اسناد و مطالعات نشان می‌دهد منطقه شش تا دوران قاجار ناحیه‌ای خوش آب و هوا در قسمت شمالی شهر تهران بوده‌است. به عنوان نمونه در دوران قاجار در محدوده منطقه شش باغ‌های بزرگی به نام بهجت آباد، نصرت‌آباد، باغ فیشر و باغ شاه وجود داشته که هم اینک بسیاری از آنها تنها نامی را به یادگار گذاشته یا در قالب نام محلات تداعی کننده گذشته نه چندان دور باغات خرم و سرسبز شمال تهران عهد قاجاری و پهلوی اول بودند.
در اواخر دوره قاجاریه، رشد شهر تهران تا محدوده جنوب منطقه ۶ ادامه یافت. اولین گام‌های شکل‌گیری این منطقه در فاصله سال‌های ۲۰–۱۳۱۰ رقم خورد. این دوران مترادف با روزگار نوسازی و تکوین شهر تهران انگاشته می‌شود. در فاصله سال‌های دهه ده - بیست باروهای ناصری در مسیر خندق شمالی تهران تخریب و خیابان انقلاب (شاه‌رضا سابق) احداث شد. در درون محدوده‌ای که هم اینک مرزهای منطقه شش را تشکیل می‌دهند آبادی‌هایی ییلاقی مانند یوسف‌آباد، امیرآباد، بهجت‌آباد و از دوره قاجاریه وجود داشته‌است اما ساختار مدرن شهری منطقه به سال‌های آغازین پهلوی اول بر می‌گردد. با این حال تخریب تهران قدیم از ۱۳۰۹ (خورشیدی) آغاز شد. در سال‌های بعد خیابان‌های عریض کمربندی جانشین حصار شدند. در شمال شهر، خیابان شاهرضا (انقلاب فعلی)، در شرق خیابان شهباز (۱۷ شهریور فعلی) در جنوب، خیابان شوش و در غرب، خیابان سی‌متری نظامی (کارگر فعلی). براساس عکس هوائی سال ۱۳۱۹، آب کرج (بلوار کشاورز) و خیابان کریمخان فعلی منتهی‌الیه شمال شهر تهران و حد شمالی محدوده (منطقه ۶ فعلی) بوده‌است. خیابان‌های انقلاب، ولی عصر، شریعتی، طالقانی و بلوار کشاورز از جمله خیابان‌هایی هستند که در دوره پهلوی اول رشد و گسترش یافته‌اند. آغاز شکل‌گیری و گسترش منطقه ۶ شهرداری تهران از این دوره شروع گردید. دوران پهلوی اول تا سال ۱۳۲۸ تهران از طرف شمال به امیرآباد، عباس‌آباد و حشمتیه محدود شده‌است؛ لذا به منظور شناخت مراحل مختلف توسعه منطقه ۶ در دوره پهلوی دوم، روند شکل‌گیری آن را به سه دوره ۱۰ ساله ۱۳۳۵، ۱۳۴۵ و ۱۳۵۵ تقسیم گردیده‌است.
در فاصله سال‌های ۱۳۳۵–۱۳۴۵، محله‌های یوسف‌آباد و امیرآباد تقریباً ساخته شدندو زمین‌های خالی مابین محله یوسف‌آباد و امیرآباد نیز توسعه یافت. خیابان‌های متعددی نظیر فاطمی، مطهری و… شکل گرفتند. در دوره ۱۳۴۵ تا ۱۳۵۵ تحولات شگرفی در توسعه شهر تهران و بالطبع منطقه ۶ به‌وجود آمده‌است. در این دوره، سه محله اصلی منطقه ۶، یعنی عباس‌آباد، یوسف‌آباد و امیرآباد شکل گرفت. توسعه شهری منطقه بعد از انقلاب اغلب به صورت بافت شهری متراکم و ارتفاعی نیز رشد نمود. به‌طور کلی شروع شکل‌گیری و تبلور فضایی- کالبدی منطقه ۶ از اوایل دوره پهلوی دوم یعنی پس از سال‌های ۱۳۲۰ آغاز شد. عملاً شکل‌گیری و گسترش منطقه ۶ شهر تهران با روی کار آمدن پهلوی اول آغاز شد. در این دوره لبه‌های جنوبی منطقه ۶ با احداث مراکزی مثل: دانشگاه تهران، بیمارستان هزار تختخوابی (بیمارستان امام)، دانشگاه پلی تکنیک (مدرسه فنی)، پارک فرح (پارک لاله) و چندین مرکز دیگر شکل گرفته و به تدریج به سمت شمال رشد کرد. در دوره پهلوی دوم با امتداد یافتن خیابان‌های پهلوی (ولی عصر)، حافظ، شمیران (شریعتی) به سمت شمال و تشکیل خیابان‌های فرعی دیگری مثل یوسف‌آباد سبب شکل‌گیری محله‌های یوسف‌آباد و امیرآباد گردید.
مراکز اداری زیادی در خیابان تخت جمشید (طالقانی کنونی) به‌وجود آمد و به یکی از قطب‌های تجاری شهر بدل شد.همچنین تعداد ادارهای دولتی و مراکز تجاری روزبه‌روز در این محدوده بیشتر شد. امتداد شمال جاده پهلوی نیز مورد استفاده تفریحی قرار گرفت. در این دوره ساختمان مرکزی شرکت ملی نفت در سال ۱۳۴۱ در خیابان تخت جمشید احداث شد. در دوره ۱۳۴۵ تا ۱۳۵۵ تحولات شگرفی در توسعه شهر تهران و بالطبع منطقه ۶ ایجاد شده‌است. انجام مطالعات طرح جامع توسعه ۲۵ ساله تهران و به تصویب رسیدن آن در سال ۱۳۴۷ و افزایش قیمت نفت در سال ۱۳۵۲ و … از عوامل تأثیرگذار در گسترش شهر در این دوره محسوب می‌شوند. در این دوره یکی از ساختمانهای عمده نواحی جدید شهر، ساختمان وزارت کشاورزی است که در لبه شمالی بلوار الیزابت دوم (بلوار کشاورز) احداث گردید. بیمارستان شماره یک ارتش، مدرسه عالی بازرگانی، انجمن ایران و آمریکا، هتل میامی، تلویزیون ملی ایران، قصر یخ، آسایشگاه معتادین، هنرستان بنیاد پهلوی، دبستان و دبیرستان سن لوئی، پارک ساعی، پارک فرح، دانشگاه تهران، بیمارستان هزار تختخوابی (امام)، موزه فرش، میدان ولیعهد (ولی عصر) و شرکت ملی نفت ایران از مراکز و ساختمانهای مهم این دوره در محدوده منطقه بوده‌است. شبکه اتصالی کلیه نواحی شمالی تهران در حال توسعه بود با قسمت مرکزی شهر از دو خیابان شمیران قدیم و پهلوی مرتبط شد. خیابان پهلوی (ولی عصر) در این دوره دارای عرض متغیری است که روی هم رفته از پنج خط عبور تشکیل شده‌است. ساختمان‌های موجود در محدوده منطقه در این دوره اکثراً یک تا سه طبقه بوده‌اند و فقط در امتداد خیابان‌های اصلی نظیر خیابان‌های کوروش کبیر (شریعتی)، پهلوی (ولی عصر)، عباس‌آباد (بهشتی) و خیابان فرح (سهروردی) آپارتمان‌های بلندتری به منظور استفاده‌های تجاری بنا شدند. به تدریج تغییر الگوهای رفتاری سبب شکل‌گیری کاربری‌های جدید در شهر و به تبع آن در منطقه شش شد. به عنوان مثال احداث تعدادی کافه و رستوران در امتداد جاده‌های اصلی شهر نتیجه همین تغییر الگوی رفتاری است. یکی دیگر از خصوصیات منطقه در این دوره وجود سفارت‌خانه‌های متعدد بوده‌است.

تابلوی آغاز منطقه ۷ تهران بر روی پل تقاطع خیابان تخت طاووس (استاد مطهری) و بزرگراه مدرس.

بررسی و تحلیل اجمالی سابقه تحولات و گسترش کالبدی منطقه هفت از دوره قاجار تا دوره جمهوری اسلامی به شرح زیر است.
تحولات کالبدی منطقه هفت شهرداری تهران به دوره حکمرانی آقا محمدخان قاجار، فتحعلی شاه بازمی‌گردد. از آن جمله می‌توان به احداث باغ صبا در این منطقه اشاره کرد. در دوره محمد شاه، اعیان به تبعیت از شاه اقدام به احداث باغ‌های تفریحی کردند. از جمله میرزا آقاسی صدراعظم محمدشاه قاجار در محدوده وسیعی دربرگیرنده یوسف‌آباد و داودیه باغ‌هایی را احداث کرد. مجموعه این منطقه در تهران قدیم عباس‌آباد نام گرفت. در دوره ناصرالدین شاه است که عمارت و باغ عشرت‌آباد (محدوده میدان سپاه کنونی) بنیاد نهاد شد. محله کنونی امجدیه از باغ‌ها و تفرجگاه‌های مطرح عهده ناصری بوده‌است.
تهران پهلوی با تهران قاجار تفاوت چشم‌گیری دارد؛ به‌طور مشخص امحاء و تغییر کاربری بناهای قاجاری منطقه هفت شهرداری تهران، در دوره پهلوی اول رقم خورد. مستند به گزارش‌های تاریخی باغ عمارت عشرت‌آباد در کودتای ۱۲۹۹ برای فعالیت‌های نظامی و ایجاد قراولخانه مورد استفاده قرار گرفت و سپس به پادگان تبدیل شد. همچنین در سال۱۳۰۸ کاخ قصر به زندان قصر تبدیل شد. سال۱۳۱۴ باغ امجدیه (برگرفته از نام امجد سلطان) به ورزشگاه تبدیل شد. همچنین در همین دوران است که اراضی عباس‌آباد به تصرف دولت درآمد و پادگان و تأسیسات نظامی در بخشی از آن دایر شد. در پایان حکومت رضا شاه مرز جنوبی منطقه هفت شهرداری به صورت خیابان انقلاب-دماوند شکل گرفت. خیابان قدیم شمیران مجدداً تعویض شد. در نهایت در طول دوره حکمرانی پهلوی اول در فاصله سال‌های ۱۲۹۹ تا ۱۳۲۰ بخش عمده‌ای از بناها و قصرهای باقی مانده از دوره قاجار به‌طور کامل تغییر کاربری یافتند. در همین فاصله زمانی است که بخشی از منطقه هفت کنونی شهرداری تهران، تحت مدیریت بلدیه تهران قرار گرفت. مرحله گذار از شهر به کلان‌شهر تهران متأثر از رشد عمومی شهر تهران از نظر کالبدی و اجتماعی است؛ منطقه هفت شهرداری تهران نیز مستثنا از این قاعده نیست. در دوره پهلوی دوم اراضی حد واسط بین جاده قدیم شمیران و امتداد خیابان روزولت و جاده سوم تحت گرایش توسعه به سمت شمال هستند. این اراضی به تملک اقشار شهرنشین جدید با رفاه اجتماعی بیشتر درآمد. جاده قدیم شمیران و اراضی حد واسط خیابان‌های دماوند و سبلان به تملک اقشار شهرنشین جدید با گرایش عمده به رفاه اجتماعی پایین‌تر درآمد. همچنین در این دوره با انتقال مرکز سیاسی- حکومتی از محل کاخ مرمر به سعدآباد در سال ۱۳۴۴ موجبات تقویت شمیران به عنوان هسته شهری را فراهم آورد. در حالی که پیش از این این منطقه خارج از هسته مرکزی شهر تهران بود. از دهه چهل نقش منطقه هفت به عنوان حد واسط دو هسته شهری به منظور انتقال رفت و آمد شهری رو به افزایش گذاشت. تصویب و اجرای طرح جامع شهر تهران در سال ۱۳۴۸ بر منطقه هفت شهرداری تاثیرهای متعددی گذاشت. سال ۱۳۵۷ منطقه هفت به‌طور کامل به یک بافت مسکونی شهری با تفاوت اجتماعی و کالبدی در دو سمت خیابان قدیم شمیران (خیابان علی شریعتی) تبدیل شده بود. این بافت مسکونی در دو سمت جنوب و غرب به دلیل همجواری با هسته مرکزی شهر تهران و تحت تأثیر آن رنگ بوی هسته شهر را به خود گرفته بود.
هشت
سابقه توسعه کالبدی و فضایی منطقه هشت شهرداری تهران به سال‌های دهه بیست خورشیدی بازمی‌گردد. محله‌های نارمک، مجیدیه و تهران‌پارس در شمار سکونت‌گاه‌های قدیمی شهری این منطقه هستند و در این بخش مروری بر توسعه کالبدی برخی از محله‌های قدیمی منطقه هشت می‌پردازیم.هسته مرکزی محله مدائن به عنوان نخستین تجربه شهرسازی مدرن ایرانی با احداث ساختمانی کوی کالاد رقم خورد. این ساختمان سال ۱۳۲۹ به وسیله بانک ساختمانی طرح‌ریزی شد. بسط و گسترش این محله در فاصله سال‌های ۱۳۳۸ تا ۱۳۴۵ محقق شد.  همچنین محله نارمک از جمله نخستین شهرک‌های مدرن طراحی شده با ساختار منظم شبکه معابر شمالی-جنوبی و دارای سلسه مراتب است که در نیمه دوم دهه سی تا نیمه دهه اول دهه چهل خورشیدی بنیان گذاشته شده‌است. مستند به اولین طرح جامع تهران با پیشنهاد دسترسی محور سالت به اراضی شرق از طریق جاده قدیم شمیران، محله نارمک به دو بخش شمالی و جنوبی تقسیم شد.  بر اساس گزارش‌های تاریخی از اوائل دهه چهل خورشیدی طراحی و نقشه‌کشی اولیه محله فدک توسط برخی مهندسین خارجی انجام گرفت. به نقل از اسناد و مدارک موجود نخستین جرقه‌های شکل‌گیری این محله مربوط به اوائل دهه سی خورشیدی بازمی‌گردد. 

همچنین در مرور نخستین اقدام‌های در ایجاد و بسط فضای کالبدی منطقه هشت شهرداری تهران می‌توان به محله مجیدیه اشاره کرد. محله مجیدیه تا سال ۱۳۳۳ جز حاشیه شهر به‌شمار می‌آمد، به همین دلیل به جز یک داروخانه هیچ گونه امکانات رفاهی بهداشتی دیگری نداشت. به نقل از تاریخ محله مجیدیه نوشته ادوارد میناس در هیچ خانه‌ای حمام شخصی وجود نداشت و اولین حمام عمومی ۱۳۳۵ به نام حمام «رصاب» در کوچه «آذری» تأسیس شد. از نیمه نخست دهه سی است که تدریجاً با سکونت گزیدن شماری از مردمان ترک، فارس و ارمنی این منطقه مورد توجه قرار می‌گیرد و آهنگ و رشد و توسعه کالبدی آن از نیمه دهه سی رقم می‌خورد. بر اساس گزارش‌های موجود تا سال ۱۳۳۲ حدود هشتاد خانوار در اینجا ساکن شدند. در اواخر سال ۱۳۳۲ اولین کارخانه برق تأسیس شد که خیابان‌های استاد حسن بنا و ۱۶ متری اول و دوم و مجیدیه جنوبی را روشن می‌کرد.ایجاد نخستین تأسیسات آب لوله‌کشی در این محله به سال ۱۳۳۴ بازمی‌گردد که دو تن از خیریان با حفره چاهی عمیق و تأسیس شرکت آب‌کاخ، لوله‌کشی را ایجاد کردند. این محله هم‌اکنون از شمال به بزرگراه رسالت، از جنوب به خیابان جانبازان غربی، از شرق به ۱۶ متری دوم و از غرب به خیابان استاد حسن بنا محدود می‌شود. در نهایت واپسین تلاش‌های برای توسعه کالبدی منطقه هشت تهران در سال‌های قبل از انقلاب به ایجاد و بسط و گسترش محله تهران‌پارس در سال ۱۳۵۰ بازمی‌گردد. تهرانپارس به صورت شبکه شطرنجی و منظم وارد محدوده خدماتی منطقه هشت شهر تهران شد. در اولین طرح جامع تهران با پیشنهاد دسترسی محور رسالت به اراضی شرق از طریق جاده قدیم شمیران محله تهران‌پارس به دو بخش شمالی و جنوبی تقسیم شد. همزمان با تفکیک اراضی و توسعه‌های شهری قسمت عمده‌ای از اراضی جنوب شرق محدوده (در اطراف جاده دماوند) به کاربری‌های صنعتی اختصاص یافت.

### مناطق نه تا شانزده
نه سابقه سکونت در منطقه نه شهر به سال‌های دهه ده و بیست بازمی‌گردد. نطقه نه در جنوب غربی کلان‌شهر تهران واقع شده و مهم‌ترین عناصر کالبدی شهری آن، فرودگاه مهرآباد و میدان آزادی است. می‌توان ادعا نمود که مکان‌یابی و احداث فرودگاه مهرآباد در غربی‌ترین ناحیه تهران (طی سال‌های ۱۳۲۰–۱۳۱۰ خورشیدی) گسترش و توسعه شهر تهران به سمت غرب را محدود ساخت چون در غیر این‌صورت بافت نسبتاً متراکم مسکونی – صنعتی موجود در جنوب و شرق فرودگاه بایستی به صورت طبیعی به بافت جنوب جاده مخصوص کرج در شمال فرودگاه مهرآباد گره می‌خورد. قبل از احداث فرودگاه مهرآباد، اراضی منطقه ۹ و بخشی از مناطق همجوار آن به سبب بهره‌مندی از شیب طبیعی مطلوب شمال به جنوب و برخورداری از منابع آب سطحی (حوزه آبریز البرز) عمدتاً به عنوان اراضی مزروعی و پررونق کشاورزی اطراف تهران بوده‌است. نهر فیروزآباد بخشی از آب رودخانه کن را به منطقه انتقال می‌داد. وجود چندین رشته قنات، سرچشمه گرفته از مناطق شمالی تهران به رونق کشاورزی و باغداری این منطقه افزوده بود. وجود اراضی وسیع و فاقد عارضه خاص و عمده، در طی زمان مذکور منطقه مهرآباد را به عنوان مکان استقرار بزرگترین و اولین فرودگاه بین‌المللی کشور برگزید؛ بنابراین اولین هسته‌های تشکیل فرودگاه مهرآباد به سال‌های حدود ۱۳۱۰ بازمی‌گردد. مکانی که فرودگاه مهرآباد در آن شکل گرفت از آخرین لبه‌های غربی شهر تهران آن زمان بیش از پنج کیلومتر فاصله داشت. همزمان با مکان‌یابی فرودگاه مهر آباد، پادگان جی نیز در شرق آن احداث شد. وجود این دو عنصر زندگی مدرن در نواحی غربی تهران، به خودی خود می‌توانست این منطقه را تحت تأثیر قرار دهد. تغییر کاربری اراضی اطراف زیرساخت‌های ارتباطی یاد شده به همین‌جا ختم نشد. در پی تلاش برای صنعتی کردن کشور در تهران احداث اولین کارخانه‌ها و صنایع جدید عمدتاً در حول جاده معروف به جاده قدیم کرج رقم خورد و به تغییر بافت آن سرعت داد. همچنین در طی سال‌های بعد بسیاری از مراکز اداری و به ویژه نهادهای مرتبط با امور حمل و نقل هوایی و مراکز آموزش نظامی و غیرنظامی نیروی هوایی و هواپیمایی کشوری در اطراف فرودگاه مهرآباد مستقر شدند. شاید به حق بتوان ادعا نمود که منطقه ۹ حاصل تخصیص اراضی به کاربری‌های خدماتی و صنعتی بزرگ است. کارخانه‌های کوچک و بزرگی چون شیر پاستوریزه، تولیدات دارویی، یخچال‌سازی، نان ماشینی، شیشه‌سازی، آرد و مجتمع انبارها و مراکز خدمات صنعتی متعدد اعم از دولتی و بخش خصوصی در این منطقه مکان‌یابی و مستقر شدند. گذر خط راه‌آهن تهران – تبریز در همین مسیر و تقریباً به موازات جاده تهران – قزوین باعث تسریع در توسعه و تغییر کاربری اراضی بخش میانی جاده و خط راه‌آهن شد. در نهایت تا سال ۱۳۳۵ توسعه کند و ناپیوسته در غرب تهران از طریق تغییر کاربری اراضی مزروعی و باغ‌ها به مراکز صنعتی خدماتی و تولیدی رخ می‌داد. اما با شروع سال‌های دهه ۴۰ این تغییر چهره و کاربری توسعه‌ای فزاینده یافت به نحوی که در حدود سال ۱۳۵۰ محور جاده قدیم کرج به مهم‌ترین محور تولیدی– صنعتی کشور تبدیل شد. این نقش در حال حاضر علیرغم رونق بیشتر بخش تجاری از یک سو و پراکندگی مراکز تولیدی – صنعتی در حول سایر محورهای ارتباطی (جاده دماوند، جاده مخصوص کرج، جاده ساوه و…) از سوی دیگر کماکان توسط جاده قدیم کرج صورت می‌گیرد.
ده
سابقه سکونتگاهی شهری منطقه ده شهرداری تهران به دهه بیست خورشیدی بازمی‌گردد. از آن زمان تا دهه شصت خورشیدی، طی چهل سال این منطقه تدریجاً بسط و گسترش یافته‌است. منطقه ده از قدیم دربرگیرنده تمامی بخش‌های اکبرآباد و بریانک بوده‌است. در فاصله سال‌های دهه بیست تا پنجاه خورشیدی بافت جنوب منطقه همچنان با کوچه باغ‌های خود و دو قلعه بریانک و جی پابرجا و چهره روستایی خود را حفظ کرده بود. در تغییرات مناطق در سال ۱۳۴۹ نیز که تهران ابتدا به هفت منطقه، سپس به دوازده منطقه تقسیم شد؛ منطقه ۱۰ کنونی بخشی از منطقه یک شهر تهران بوده‌است. بر اساس گزارش‌های تاریخی محدوده منطقه یک تهران عبارت بود از: شمال به بلوار کشاورز، بیمارستان امام خمینی (کنونی) ستارخان و بزرگراه‌های آل‌احمد و شیخ فضل‌الله از شرق به خیابان کارگر و بزرگراه چمران از جنوب به خیابان مرتضوی از غرب به پادگان جی و هاشمی در نهایت منطقه ۱۰ شهرداری تهران با ساختار فعلی در پانزدهم تیر ماه ۱۳۶۴ تأسیس شد.
قدیمی‌ترین سکونت گاه این منطقه شامل دو آبادی جی و بریانک است که از گذشته‌های دور به نام قلعه بریانک و قلعه جی به صورت آبادی‌های اقماری وجود داشته‌اند. عنصر قدیمی دیگر منطقه نهر فیروزآباد است که از شمال غرب تهران به طرف شهر ری جریان داشته و در امتداد مسیر خود پس از عبور از این منطقه نهایتاً به‌آبادی فیروزآباد در جنوب شرقی شهر ری منتهی می‌شود. به همین دلیل نام این نهر را فیروزآباد گذاشته‌اند. برخی از بناهای تهران قدیم در این منطقه همچنان با برجاست و با تغییر کاربری به حیاتش ادامه می‌دهد از آن جمله می‌توان به ساختمان قدیمی اشاره کرد که هم‌اکنون محل استقرار موزه حیات وحش هفت چنار است. این موزه، قهوه‌خانه سنتی با ساختمانی قدیمی دارد.
همچنین مسجد اعتماد سابق که در حال حاضر مسجد المهدی می‌باشد قدیمی‌ترین مسجد این محله محسوب می‌شود. از دیگر بناهای قدیمی برجای مانده از تهران قدیم در این منطقه بنای امامزاده معصوم است. مستند به کتیبه نوشته شده به تاریخ ۱۲۴۰ هجری قمری، امامزاده معصوم از نوادگان محمدباقر معرفی شده‌است. در محوطه این بقعه، مقبره برخی از رجال و افسران عهد مظفرالدین شاه و محمد علی شاه قاجار وجود دارد. در گذشته در اطراف امامزاده معصوم باغ‌های زیادی وجود داشت که در توسعه‌های بعدی عمدتاً به مناطق مسکونی تبدیل شده‌است.
یازده
منطقه یازده شهرداری تهران از بخش‌های مرکزی کلان‌شهر تهران است. سابقه شکل‌گیری بافت‌های مسکونی به دوره قاجار (۱۲۸۰ قمری) بازمی‌گردد. رونق، توسعه و شکل‌گیری ساختارهای اصلی منطقه مربوط به دوران پهلوی اول در فاصله سال‌های ۱۳۰۴ تا۱۳۲۰ است. در این دوره زمانی به تدریج در محدوده منطقه یازده یا همجوار با آن مراکزی نظیر راه‌آهن، دانشگاه، پادگان، بیمارستان و پارک شهر احداث شده‌است. به طورکلی تا سال ۱۳۴۲ بخش‌های مهمی از منطقه ۱۱ از مناطق مرفه‌نشین و پررونق تهران محسوب می‌شد.اما همزمان به لحاظ موقعیت مرکزی منطقه فعالیت‌های کارگاهی و بازارهای تخصصی در بخش‌های شمالی منطقه رونق یافت. منطقه یازده از نظر تاریخی یکی از مناطق مهم میراث فرهنگی به‌شمار می‌آید که از جمله می‌توان به دروازه قزوین، باغ شاه، خیابان شیخ هادی و خیابان منیریه اشاره کرد. محله جمشید در دوره پهلوی بخشی از بافت این منطقه بود که بنا بر گزارش‌هایی میزان آسیب اجتماعی در آن بالا بود و روسپی‌گری در این منطقه رواج بالایی داشت.
دوازده
عمده سابقه تاریخی و تمدنی منطقه دوازده شهرداری تهران به قدمت پایتخت شدن تهران بازمی‌گردد.
مستند به گزارش‌هایی پیش از دودمان قاجار، در دوره شاه تهماسب صفوی و شاه عباس اول بناها و مراکزی در محدوده کنونی منطقه دوازده شهرداری تهران بنیاد گذاشته شده بود. از آن جمله می‌توان به احداث چهار دروازه بر تهران قدیم به دستور شاه تهماسب اشاره کرد که این چهار دروازده در محدوده منطقه یازده و دوازده کنونی تهران قرار داشتند. چهار دروازده احداث شده در دوره شاه تهماسب از شمال به میدان توپخانه و خیابان سپه، از جنوب به خیابان مولوی، از شرق به خیابان ری و از غرب به شاپور (نام‌ها اشاره با اسامی فعلی) محدود می‌شد. همچنین در دوره شاه عباس اول در محدوده کنونی منطقه دوازده شهرداری تهران باغی به نام «چهارباغ» احداث شد. بعدها در همین منطقه و محدوده چهار باغ عباسی کریم‌خان زند دستور احداث یک دیوانخانه را صادر کرد. در نهایت در دوره قاجاریه در همین محدوده چهارباغ عباسی عهده صفویه و دیوانخانه کریم‌خان زند، بنای کاخ گلستان گذاشته شد. هم‌اکنون هم بقایی از آن دیوانخانه کریمخان زنده معروف با خلوت کریمخانی در محوطه کاخ گلستان برجای مانده‌است.
رشد کالبدی و اجتماعی و فرهنگی منطقه دوازده شهرداری تهران در دوره قاجاریه آغاز شد. روز ۲۲ فرودین ۱۱۶۵ برابر با ۱۱ جمادی الثانی ۱۲۰۰ هجری قمری همزمان با عید نوروز آغا محمدخان قاجار به چنارستان شاه‌عباسی و خلوت خانه کریم‌خانی تاج سلطنت ایران را بر سر گذاشت. او تاج به سرگذاشت و تهران نیز از پس سه قرن حیات شهری، رخت پایتختی به تن کرد. از همین دوران است که بسط و گسترش کالبدی و اجتماعی و سیاسی منطقه کنونی دوازه شهرداری تهران به عنوان مرکز دارالخلافه رقم خورد. مستند به گزارش‌های تاریخی در دوره حکمرانی آقامحمدخان قاجار بنای ایوان تخت مرمر در این محدوده گذاشته شد. بسط و گسترش مرکز دارالخلافه قاجاریه که محدوده کنونی منطقه دوازده شهرداری تهران است تا پایان دوره قاجار ادامه یافت و هر به تعبیر سعدی در گلستان هرکه آمد عمارتی نو ساخت. در زمان فتحعلی‌شاه بناهای متعددی از جمله مسجد شاه، مسجد سید عزیزالله، مدرسه مروی، قصر قاجار، باغ نگارستان و لاله‌زار نام برد. شهر تهران در اوایل سلطنت ناصرالدین شاه (۱۲۲۹ خورشیدی) از چهار محله قدیمی به نام‌های عودلاجان (محله اعیان نشین) چال میدان، بازار و سنگلج تشکیل شده بود. هر یک از محله‌ها به وسیله یک دروازه به خارج شهر ارتباط می‌یافتند و دروازه ارگ را که در شمال دیوار ارگ واقع شده بود دروازه دولت نامیدند". در طول سلطنت ناصرالدین شاه تهران توسعه زیادی پیدا کرد. اقدامات اصلاحی امیرکبیر نقش مهمی در این توسعه داشت. به دستور امیرکبیر قلعه ارگ تجدید عمارت شد و کوچه‌ها برای حرکت کالسکه‌ها عریض گردید و شهر در همه زمینه‌ها نظم بهتری یافت. به‌طور کلی در دوره ناصرالدین شاه در داخل و خارج حصار شهر بناهای زیادی ساخته شد. در مسیر توسعه و رشد کالبدی و اجتماعی محدوده کنونی منطقه دوازده شهرداری تهران به عنوان مرکز سیاسی دارالخلافه اقدام‌های میرزا تقی‌خان امیر کبیر بسیار مؤثر بود. به همت او بناهای متعددی در محدوده مرکز دارالخلافه ایجاد شد که از جمله می‌توان به اشاره کرد به اجداث مدرسه دارالفنون، بازار امیر، بازار کفاش‌ها (در محدوده کنونی بازار بزرگ تهران) سرای امیر. از دیگر بناهای مهم دوره سلطنت ناصرالدین شاه می‌توان باغ گلستان، باغ و قصر سلطنت‌آباد، مدرسه سپهسالار مسجد سپهسالار، باغ فردوس، میدان امین‌السلطان، شمس العماره و … نام برد که برخی از این بناها در محدوده منطقه دوازده شهرداری تهران قرار دارد. در همین دوره است که محله سنگلج و بازار بزرگ تاسیس شد.
اطلاعات مستند و موثقی دربارهٔ تحولات کالبدی منطقه دوازده در دوره پهلوی و جمهوری اسلامی در دسترس نیست.
سیزده
بررسی کلی سیر پیدایش و گسترش بخش‌های مختلف منطقه سیزده نشان می‌دهد؛ این منطقه به لحاظ قدمت و تاریخ تکوین به سه بخش مجزا قابل تفکیک می‌باشد. این سه بخش به این شرح است. بخش غربی ناحیه یک در غربی‌ترین قسمت منطقه واقع شده‌است. شامل بافت و کالبدی عمدتاً فرسوده و قدیمی است. این بخش بین خیابان ۱۷ شهریور و خیابان مهام قرار دارد و در فاصله سال‌های ۱۳۰۰ تا ۱۳۳۵ شکل گرفته‌است. از مهمترین ابنیه در این محدوده، شرکت برق منطقه‌ای در مجاورت میدان شهدا و کارخانه مهمات‌سازی در مجاورت محور پیروزی یاد کرد. این از ابنیه تاریخی بین سال‌های ۱۳۰۵ تا ۱۳۲۰ به وجود آمدند.
غرب پادگان نیروی هوایی و خیابان خاقانی به عنوان دومین بخش تاریخی منطقه سیزده، بین خیابان مهام در غرب پادگان نیروی هوایی و خیابان خاقانی در شرق تهران‌نو گسترده شده‌است. این بخش هم عمدتاً طی سال‌های ۱۳۳۵ تا ۱۳۵۵ شکل گرفته‌است.در بخش شرقی وجود محله‌های طراحی شده تهران نو و نیروی هوایی که در سال‌های ۱۳۲۵ تا ۱۳۴۵ و سال‌های ۱۳۳۵ تا ۱۳۵۵ شکل گرفته، از ساختاری نسبتاً منسجم و کالبدی مناسب برخوردارند. این بخش که متأخرترین بافت منطقه می‌باشد. از سال ۱۳۵۵ به بعد شکل گرفته‌است. محرک اصلی توسعه واقع شدن در جوار محور دماوند به عنوان مهمترین محور ورودی شرق تهران است. در این محدوده واحدهای ریز و درشت کارگاهی و صنعتی و به تدریج گسترش یافته‌است. همچنین وجود پایانه شرق و قرارگیری آن در حاشیه شمالی جنگل سرخه‌حصار از دیگر عوامل محرک توسعه و گسترش این بخش عنوان شده‌است.
در دوره رضا شاه بیشترین توسعه کالبدی شهر تهران در جهت شمال اتفاق افتاد توسعه ارتباطات شهری و خیابان‌کشی‌های جدید نیز به همراه رواج استفاده از وسایط موتوری این روند را سرعت بخشید. در این میان بیشترین توسعه فیزیکی، پیرامون دروازه شمیران (میدان بوعلی) رخ داد. این منطقه کانون اصلی گسترش تهران به سمت شمال شرق و شرق شد. دروازه دوشان‌تپه (میدان شهدا) بعدها این نقش را به میدان فوزیه (امام حسین فعلی) می‌بخشد. توسعه به سوی جاده مازندران و خیابان‌های دوشان‌تپه و عشرت‌آباد، دروازه شمیران را به یک مرکز توسعه شمالی در این بخش از شهر تبدیل کرد. از دیگر تغییرات در این زمان در محدوده منطقه فعلی رخ می‌دهد، تأسیس کارخانه برق تهران در میدان شهدا (ژاله) تا مسیر فرودگاه دوشان‌تپه و سایر موسسه‌های مربوط به نیروی هوایی کشور است. همچنین چند ناحیه نظامی دیگر هم در اطراف شهر شکل گرفت؛ از جمله در حاشیه شرقی شهر تأسیسات نظامی مربوط به نیروی هوایی کشور با احداث فرودگاه دوشان‌تپه، تأسیس کارخانه هواپیما سازی شهباز، ادارات و سایر موسسات مربوط توسعه یافت.
تأسیسات یاد شده اکنون در مجموعه پایگاه دوشان‌تپه فعلی قرار دارد. این پایگاه تقریباً همزمان با فرودگاه قلعه‌مرغی در جنوب و پادگان عشرت‌آباد در شمال احداث شد. روند تغییر و تحولات تهران که از شروع حکومت پهلوی اول آغاز شده بود، در دهه‌های بعد نیز ادامه یافت. در گام‌های اولیه رشد شهر از سال‌های ۱۳۲۲ به بعد ابتدا باغ‌های درون شهر به زیر ساخت و ساز رفت. با ادامه رشد شهر در اراضی پیرامون محدوده قبلی شهر، برخی از کاربری‌ها که در حاشیه شهر و خارج آن قرار داشتند، مثل کاربری‌های نظامی و صنعتی جزء اراضی شهری شد و در نهایت با کاربری‌های مسکونی احاطه شدند. از دهه چهل به بعد، تحت تأثیر دگرگونی نظام اقتصادی و اجتماعی، پویش شهرنشینی نیز تند و ناموزون گردید. همگام با تحول بنیادی در نظام اقتصادی شهر و ایجاد فعالیت‌های گوناگون شهری، جذب جمعیت و افزایش مهاجرت‌ها به تهران آغاز شد، لذا ضرورت تأمین مسکن، شکل‌گیری و توسعه محله‌های مسکونی جدید را در نواحی مختلف شهر به دنبال آورد.
مهمترین دگرگونی‌های منطقه ۱۳ در این مقطع زمانی در پی ایجاد محله‌های مسکونی تهران‌نو و نیروی هوایی شکل می‌گیرد که مصادف است با به وجود آمدن محله‌های مسکونی در سایر نقاط شهر که از آن جمله به قاسم‌آباد، نارمک، تهران‌پارس، شهرآرا، دولت‌آباد، شهر زیبا، اختیاریه، دروس، فرمانیه، نیاوران، سعات‌آباد، الهیه، لویزان می‌توان اشاره کرد. از دیگر عواملی که در رشد و توسعه منطقه ۱۳ در این مقطع زمانی مؤثر می‌افتد. اشغال فضاهای خالی ما بین نواحی کوهستانی شمال و شرق شهر و در نهایت ساخت و ساز در محدوده دوشان‌تپه و قصر فیروزه در شرق است.
این منطقه در سال‌های دهه چهل شاهد یکی از اعتراض‌های خونین مردم تهران بوده‌است که در روایت‌های تاریخی از آن به عنوان جمعه سیاه یاد می‌شود. مستند به گزارش‌های تاریخی در تاریخ ۱۷ شهریور ۱۳۵۷ خورشیدی، اعتراض مردم در محله‌های جنوبی و میدان شهدا (ژالهٔ سابق) تهران، منجر به سرکوب خونین تظاهرکنندگان توسط نیروهای نظامی ارتش شاهنشاهی ایران شد.
چهارده
سابقه سکونتگاهی شهری این منطقه به دوره پهلوی بازمی‌گردد. محدوده کنونی منطقه چهارده واقع شده در قسمت شرقی شهر تهران، پیش از قرن حاضر بیرون از حصار ناصری بود. این منطقه در آن دوران فقط شامل هسته‌های روستایی دولاب و سلیمانیه بوده‌است. اما با گسترش مراکز مسکونی در شهر تهران و اطراف آن بعد از جنگ جهانی دوم، این منطقه نیز در راستای دو محور شرقی (خیابان پیروزی کنونی) و جنوبی (خیابان ۱۷ شهریور کنونی) ساخته شد. به تدریج محله‌های آن شکل گرفت که برخی به خاطر داشتن هسته روستایی به شکل ارگانیک گسترش یافت و برخی چون چهارصد دستگاه به شکل منظم و با نقشه معماری از پیش تعیین شده ساخته شدند. عناصر تاریخی مانند دروازه دولاب در این منطقه وجود دارد که نقش هویت بخشی به آن می‌دهد؛ دروازه دولاب یکی از دروازه‌های دوازده‌گانه شهر تهران بوده که متأسفانه به دستور شهردار وقت تهران در عصر پهلوی تخریب شد. امروزه تنها نامی از این بنای شهر باقیمانده است. همچنین گورستان ارامنه که به جز قدمت تاریخی اهمیتی بین‌المللی نیز دارد از دیگر مناطق تاریخی برجای مانده از تهران قدیم است. همچنین سلیمانیه نیز جزئی از آبادی دولاب به‌شمار می‌رفته و نام قدیمی آن اصفهانک بوده‌است. از اعتمادالسلطنه در سال ۱۳۰۰ (قمری) نقل شده‌است؛ ده سال قبل (۱۲۹۰ هـ. ق) زمین اصفهانک را به عضدالملک فروختند و او قناتی به اسم پسرش سلیمان خان در آن احداث کرد و آن را سلیمانیه نامید. باغ وثوق‌الدوله، بقعه چهل‌تن و زمین‌های کشاورزی و باغ‌های گل از جاذبه‌های منطقه چهارده است. این منطقه در مسیر مسیل سرخه حصار قرار دارد، که از ارتفاع‌های شرق تهران سرچشمه گرفته‌است و به سمت جنوب حرکت می‌کند.
پانزده
عمده اطلاعات تاریخی از سکونتگاه شهری منطقه پانزده به محله‌های قدیمی این منطقه اعم از شوش- شبیر، مسگرآباد، مشیریه، بهشتیه خاوران یا قبرستان یهودی‌ها، کیانشهر، مسعودیه و خاور شهر بازمی‌گردد. در برخی گزارش‌ها عنوان شده‌است؛ منطقه ۱۵ تهران به عنوان یکی از مناطق حاشیه‌ای شهر در زمان‌های گذشته با وجود دروازه‌های متعدد به عنوان یکی از محل‌های اصلی ورود مسافران به شهر تهران بوده‌است. بالاترین شتاب در گسترش و توسعه جمعیت ساکن در این منطقه را می‌توان در سال‌های انقلاب عنوان کرد. جریان رشد در محدوده منطقه ۱۵ با انقلاب و با آزاد شدن بخش عمده محدوده ۲۵ ساله طرح جامع شهر تهران در ۱۳۵۸ به سرعت گسترش یافته‌است. در فاصله کوتاه پس از آزاد شدن محدوده ۲۵ ساله طرح جامع شهر تهران، تقریباً تمامی سطح خالی منطقه به زیر ساخت و سازهای شهری رفت و تبدیل به بافت پرتراکم شهری شد.
برای آشنایی بیشتر با مسیر تاریخی و روند شکل‌گیری محله شوش - شبیر می‌توان به دوران دارالخلافه ناصری اشاره نمود. در آن هنگام دور تا دور تهران را دیوارهای بلند فراگرفته و بیرون از این دیوارها نیز خندق حفر شده بود. ارتباط شهر با بیرون از طریق دوازده دروازه در اطراف شهر برقرار می‌شد. دیوار جنوبی شهر با خیابان شوش فعلی در حد فاصل میدان‌های شوش و میدان راه‌آهن منطبق بود. دروازه‌های آن عبارت بودند از خانی‌آباد، دروازه غار و دروازه شاه عبدالعظیم. محله شوش - شبیر فعلی و دیگر مناطق نزدیک به آن به نام دروازه شاه عبدالعظیم شهرت داشته‌اند. از سال ۱۳۰۶ قمری دروازه راه‌آهن و دروازه شاه عبدالعظیم اضافه شده‌است؛ که محل عبور ماشین دودی بود. در دوره‌ای هم آن را دروازه ماشین دودی می‌خواندند که ابتدای مسیر راه‌آهن تهران به شهر ری در محله شوش شبیر و ابتدای خیابان شهرزاد (شهید رجب‌نیای کنونی) قرار داشت. دروازه عبدالعظیم در میدان شوش فعلی قرار داشت و مسیر دیگری بود که تهران را به شهرری متصل می‌کرد. این خیابان بعد از انقلاب فداییان اسلام نام گرفت. دروازه ماشین دودی سال‌ها بعد از سایر دروازه‌های تهران احداث شده بود و از لحاظ معماری با سایر دروازه‌ها تفاوت داشت. از جمله آن‌که تنها دروازه بدون سقف تهران بود. در اسناد مربوط به آن دوران نشانه‌ای از وجود یک روستا یا منطقه مسکونی قابل توجه در محل فعلی محله شوش شبیر به چشم نمی‌خورد. اما بیرون از دروازه‌ها هم همواره نوعی از زندگی امروزه در حاشیه‌نشینی وجود داشته‌است.
محله مشیریه از شمال به میدان آقانور و از جنوب به کوه بی بی شهربانو محدود می‌شود. محله مشیریه همانند یک متوازی‌الاضلاع است. مالک این محله را مشیرالدوله، یکی از درباریان و نزدیکان ناصرالدین شاه و از ملاکین بزرگ، معرفی کردند. آثاری چند در تهران از وی باقی است که از آن جمله می‌توان به مدرسه مشیریه به ریاست محمدحسن خان اعتمادالسلطنه اشاره کرد. باغ و بقعه و صحن (صفاییه) را برای پیر مراد خود میزا صفا تأسیس نمود. او از رجال نام‌آور و معتبر دوره ناصری بوده‌است. به همین خاطر نام وی بر این محله ماندگار شد. آخرین مرز بندی مصوب محله مربوط به سال ۱۳۴۵ و از همان بدو شکل‌گیری محله بوده‌است. شخصی به نام امیر سلیمانی زمین‌دار بزرگ دوران پهلوی و اسدالله اعلم نیز به عنوان افراد مؤثر در شکل‌گیری این محله قابل ذکر هستند. این دو نفر اولین واگذار کنندگان (فروشندگان) زمین‌های این محله بوده‌اند.
خاور شهر نام شهرکی در بزرگراه امام رضا است. این شهرک شامل سه بخش شهری، روستایی و صنعتی است. بخش شهری آن مربوط به شهرک خاورشهر، بخش روستایی آن مربوط به روستای توتک و بخش صنعتی آن شامل کارگاه‌های توتک و لپه زنک است. بر اساس گزارش‌های تاریخی تا سال ۱۳۵۴ از سه راه افسریه تهران تا سه راه تنباکویی نزدیک قبرستان ارمنی‌ها جاده خاوران نامیده می‌شد و هیچ‌گونه محله مسکونی یک‌پارچه‌ای وجود نداشت. اما در بیابان‌های جنوب این جاده حد فاصل کارخانه سیمان تا پلشت (پاکدشت) ده‌ها کوره آجر پزی و آجر دستی در روستای محمودآباد و خاتون آباد و روستای پلشت وجود داشت که کارگران فصلی مهاجر، در خانه‌های حاشیه کوره‌ها سکونت داشتند و بازارهای فصلی نیز در آنجا شکل می‌گرفت. در سال ۱۳۵۴ پایگاه هوایی و پدافند هوایی خاوران تأسیس شد. در کنار آن خانه‌های مسکونی همافران و پرسنل این پایگاه ایجاد شد. بعد از انقلاب موج مهاجرت روستاییان به تهران فزونی یافت و در کنارهای جاده خاوران و شهرک‌ها و روستاهای محمودآباد و شهرک خاوران توسعه یافت. هسته اولیه خاور شهر در واقع همان پایگاه پدافند خاوران و خانه‌های سازمانی آن بود.
در زمانی که تهران کوچک بود و اطراف آن برج و بارو کشیده شده بود گورستان قدیمی در وسط شهر در محله باغ فردوس وجود داشت که هم‌اکنون بقایای آن مثل آرامگاه سید اسماعیل و قبر آقا وجود دارد. چندی نگذشت که محوطه قبرستان پر شد و هیچ جای خالی نماند. به ناچار زمینی در اطراف شهر از اراضی مسگرآباد را برای گورستان جدید در نظر گرفتند و آن را گورستان مسگرآباد نامیدند. این گورستان در محدوده کنونی فرهنگسرای خاوران است. این گورستان با روستای مسگرآباد تفاوت دارد و باهم بعد مکانی دارند اگرچه ملکیت آن از اراضی مسگرآباد است. با گسترش روزافزون شهر و ازدیاد جمعیت، خیلی سریع تمام فضای گورستان مسگرآباد پر شد و بایست چاره اساسی اندیشیده می‌شد و این امر لزوم چاره اندیشی برای این مهم را ایجاد کرد، در نهایت منجر به شکل‌گیری بهشت زهرا تهران شد. مسگرآباد در کنار یک قطعه، با قدمتی سیصد ساله، به ظهور رسید. در حال حاضر در تقسیمات کشوری بر سر روستا یا شهرک بودن مسگرآباد جدال است. از ابتدا مسگرآباد به شکل روستایی، به‌طور کامل تحت نظارت بومیان بود و مهاجرین نیز در امورات آن شرکت می‌کردند. اهالی این روستا اغلب از کردهای کرمانشاه هستند که احتمالاً توسط آقا محمدخان قاجار از کرمانشاه به قم، آمل و تهران، تبعید شدند. ساکنان قدیمی این منطقه خودشان را کلهر می‌نامند و هنوز هم کسانی هستند که به زبان کلهری صحبت می‌کنند. اصلیت اهالی بومی به تیره‌ای از کردها یا مازنی‌ها به نام کلهر می‌رسد. با توجه به اینکه شهرستان ری و شمیران با اراضی مناسب برای کشاورزی و دامداری بود؛ مسگر آباد به بهترین محل برای مهاجرین کشاورز، تبدیل شد. تا بتوانند در اراضی یاد شده به کارگری کشاورزی بپردازند. منطقه مسگرآباد یکی از سکونت گاه‌های خوش آب و هوای تهران است که با توجه به ساخت و سازهای زیاد هنوز دارای باغ‌های نسبتاً خوبی است. مسگرآباد از سه طرف توسط کوه محصور شده و تنها از سمت غرب راه ارتباطی دارد. از طریق بزرگراه‌های خاوران و افسریه به مناطق دیگر قابل دسترسی می‌باشد. بنابر نقل سینه به سینه و اسناد و مدارک، ابنیه، آثار باستانی و اشجار موجود، قدمت مسگر آباد به بیش از ۳۰۰ سال پیش بر می‌گردد شاید بتوانیم به دلیل وجود خویشاوندی‌های سببی و نسبی، شغل دامپروری تعداد قابل توجهی از اهالی، کوچ‌های منظم و فصلی برای جبران کمبود علوفه‌های دامی در محدوده، آن را ده بنامیم، اما نمی‌توان از اقتصاد مصرفی، مشاغل رسمی و دولتی افراد، وجود کارگاه‌ها و واحدهای تجاری و تولیدی صنعتی چشم پوشی کرد و الزاماً آن را در تعریف ده گنجانید. مسگر آباد در نقشه جدید شهرداری (شهرک صالحیه) نیز نامیده شده‌است.
محله مسعودیه فعلی در کنار روستای مسگرآباد شکل گرفته‌است. به عبارت دقیق‌تر محله مسعودیه در سال ۱۳۵۷، در کنار روستای مسگر آباد متولد شده و خود را به شهر تهران تحمیل می‌نماید. محدوده زمانی شکل‌گیری محله نیز به سال‌های ۱۳۴۱ و ۱۳۴۲ بازمی‌گردد. اما باز هم تا قبل از انقلاب مسعودیه زمینی بایر و موات بوده و چشمه، آب انبار و قناتی در آن وجود نداشته‌است. ساخت و سازها از کنار یک مرغداری (۱۳۵۶) و حمام عمومی (۱۳۵۸) آغار شد و با تأسیس مسجد جامع، توسعه محله در اطراف آن سرعت گرفت. آب و هوای کوهستانی مسعودیه نیز در روند رو به رشد آن نقش با اهمیتی ایفا نموده‌است.
در سال‌های قبل از انقلاب، کیانشهر فعلی یک منطقه آلونک‌نشین به نام شهرک نجف‌آباد بوده‌است. ساکنین این آلونک‌ها از سال ۱۳۵۴ در آن مکان اسکان داده شده بودند. بعد از بازدید مسئولان از آلونک نشین‌های چهار راه فرح‌آباد (بعثت فعلی) هنگام افتتاح پارک بعثت، برای ساماندهی آن آلونک نشین‌ها دستور جابه جایی و اسکان زاغه‌نشینان شهرک سجادیه فعلی در کیانشهر صادر شد. تا قبل از این جریان، اراضی این محله به صورت بیابان و بایر بوده و تنها فعالیتی که در آن به چشم می‌خورد، سفال‌سازی بوده‌است اما قبل از این جریان‌ها در سال ۱۳۴۴ خورشیدی (گروه مهندسی مشاور) طرح جامع تهران را برای توسعه روزافزون پایتخت ارائه دادند و پس از مدت‌ها بحث و گفتگو، سرانجام در ۲۸ بهمن سال ۱۳۴۷، طرح جامع ۵ ساله تهران، به تصویب انجمن شهر رسید. برای تهران مرزهایی تعیین شد. بدین ترتیب مرز جنوب مرکزی تهران، خیابان نجف‌آباد تعیین شد. روستای نجف‌آباد را در اصل میرزا آغاسی، صدراعظم محمد شاه قاجار احداث کرده بود و دارای باغ و عماراتی هم بوده‌است. در دوره ناصرالدین شاه، صدراعظم وی به نام امین‌السلطان روستای نجف آباد را توسعه داد.
گورستان بهشتیه به عنوان چهارمین گورستان اختصاصی یهودیان تهران بعد از گورستان‌های خیابان سپه، گورستان سه راه دانگی در کوی کلیمیان و گورستان خیابان مازندران است. این گورستان در سال ۱۳۱۵ خورشیدی در منطقه جنوب تهران (جاده خراسان) واقع در اراضی سلیمانیه تأسیس شد. این مجتمع با وسعت هفتاد هزارو نهصد و پنج متر مربع مشتمل بر آرامگاه‌های مشاهیر جامعه یهودی منجمله سلیمان حییم مؤلف فرهنگ نامه‌های دوزبانه، طالع حمیدی (شاعر معروف یهود)، ژانت کهن‌صدق (قهرمان دو ومیدانی ایران)، منوچهر نیک‌روز (نماینده یهودیان در مجلس)، است. نکته قابل توجه در این گورستان قطعه یهودیان لهستانی است. این قطعه محل دفن یهودیان لهستانی است که به خاطر حفظ جان خود در جنگ جهانی دوم به ایران پناهنده شده بودند. این گورستان دارای یک سالن اجتماع بوده که در سال ۱۳۸۳ توسط انجمن کلیمیان تهران بازسازی شده داست.
شانزده
سابقه شکل‌گیری و گسترش کالبدی منطقه ۱۶ به سال ۱۲۹۹ و روی کار آمدن رضاشاه بر می‌گردد. عوامل متعددی در بسط و گسترش این منطقه در فاصله سال‌های ۱۲۹۹ تا ۱۳۲۰ مؤثر بود که به برخی از آن‌ها اشاره می‌شود. «اِعمال سیاست‌های توسعه صنعتی و خدماتی در دوره رضاشاه»، «موقعیت محدوده در جنوب تهران آن روزگار قرار داشتن بازار در این منطقه»، «قرار داشتن منطقه درمسیر راه‌های مهم ارتباطی به جنوب کشور» در سال‌های ۱۲۹۹–۱۳۲۰ ایستگاه راه‌آهن عنصری مهم و تأثیر گذاری بر شکل‌گیری هسته‌های صنعتی و خدماتی و گسترش کالبدی منطقه بوده‌است. ایجاد ایستگاه راه‌آهن درجنوب محدوده شهر و جنوب بازار باعث استقرار واحدهای صنعتی و خدماتی دیگری – شامل بلور سازی، سیلو، کارخانه‌های چیت‌سازی، کشتارگاه تهران، کارخانه آرد و تعدادی انبار و بنگاه باربری – برای پاسخگویی به نیازهای بازار تهران در قسمت شمال شرق محدوده کنونی منطقه شد. جاده قدیم شهرری (فدائیان اسلام) و کوره‌های آجر پزی موجود (کوره‌های امین‌الضرب در محل گودهای جنوب شوش) و کوره‌های جدیدی که در اراضی پست و گود محدوده (عمدتاً درقسمت شرق آن) استقرار یافته بودند نیز مؤثر بود. خاصه اینکه مراکز یاد شده برای تأمین بخشی از نیازهای توسعه شهری جدید تهران ایجاد شده بودند.
در سال‌های ۱۳۲۱–۱۳۴۱، واحدهای صنعتی و خدماتی شکل گرفته بر قرار بود. علاوه بر آن‌ها صنایع و واحدهای بزرگ خدماتی دیگری هم ایجاد شد؛ مراکزی مانند انبارهای کالای راه‌آهن، مجتمع کارخانجات راه‌آهن، انبارهای گمرک (هرسه در محوطه راه‌آهن)، شرکت حمل و نقل قند و شکر، کارخانجات دخانیات، انبار و بنگاه‌های باربری واقع در جنوب بازار در امتداد جنوبی خیابان شوش تأسیس شد. همچنین کارگاه‌های صنعتی، بنگاه‌های باربری و انبارهای طرفین قسمت جنوب خیابان شهید رجائی بنیاد نهاد شده که منجر به ایجاد فرصت‌های شغلی جدید و جذب و اسکان بخش مهمی از جمعیت مهاجر به تهران در گستره منطقه و توسعه کالبدی آن شد.
تأسیسات راه‌آهن، سیلو، کارخانه‌های چیت سازی، بلور سازی و کشتارگاه نیز سبب ایجاد و توسعه جوادیه در شمال غرب منطقه شد که محل استقرار کار گرها و مهاجرها شد. متأثر از این گسترش اراضی نازی‌آباد با مساحت سه میلیون متر مربع و ۲۸۰۰ قطعه مسکونی به اندازه‌های ۲۰۰ الی ۶۰۰ متر مربع تقطیع و به کارگران و کارمندان کارخانه‌های این منطقه ارائه شد. در فاصله کوتاهی بین سال‌های ۱۳۳۱ تا ۱۳۴۰ به زیر ساخت وسازهای عمدتاً مسکونی رفت. مجموعه آپارتمانی چهارصد دستگاه نیز برای تأمین مسکن شاغلان سیلو، سازمان حمل ونقل قند و شکر و کارخانه دخانیات، به وسیله دولت ساخته شد. همچنین محله علی‌آباد و مجدالدوله نیز بر اثر اسکان جمعیت مهاجر شاغل در صنایع و واحدهای خدماتی تازه تأسیس توسعه یافت. محله‌های علی‌آباد جنوبی و احمدآباد بالا هم به واسطه صنایع و کارگاه‌های پیش گفته و همچنین کوره‌های آجرپزی جنوب شرق و انبارها و صنایع تازه احداث دو طرف قسمت جنوبی خیابان کنونی شهید رجایی به وجود آمدند.
در فاصله سال‌های ۱۳۴۲–۱۳۵۷ صنایع و واحدهای خدماتی تازه تأسیس همانند سنگ‌بری‌های جنوب غرب چهارراه فرح‌آباد، نیروگاه بعثت، بنگاه‌های حمل و نقل و سنگ بری جنوب شرق محدوده، پایانه مسافربری جنوب، بنگاه‌های آهن فروشی خیابان‌های ستاره و مهرآبادی، بنگاه‌های باربری و انبارهای شمال شرق محله باغ آذری و شمال غرب چهار راه فرح‌آباد فرصت‌های شغلی جدیدی ایجاد کردند. همچنین به عنوان مهم‌ترین عناصر تأثیر گذار بر گسترش کالبدی منطقه عمل کردند. وجود فرصت‌های شغلی ناشی از توسعه فعالیت صنایع و واحدهای خدماتی در غرب خیابان کنونی فدائیان اسلام نیز پایانه مسافربری جنوب و بنگاه‌های باربری و انبارهای احداث شده در محل کوره‌های آجرپزی جنوب شرق باعث گسترش کالبدی محله‌های خزانه به سمت جنوب، علی‌آباد و مجدالدوله به سمت شمال و شرق علی‌آباد جنوبی شد. این ساخت و سازها برای پاسخگوئی به نیاز مهاجران و جویای کار و شاغلان صنایع و واحدهای خدماتی موجود در منطقه بود. مجموعه آپارتمانی و ویلایی هزار دستگاه نیز برای پاسخگوئی به نیاز مسکن سیل زدگان سال ۱۳۴۱ جنوب شهر، نیروهای شهربانی و تعدادی از شاغلان صنایع و واحدهای خدماتی قسمت شمال محدوده ساخته شد.
در فاصله سال‌های ۱۳۵۸–۱۳۶۷ به تبع کند شدن آهنگ رشد و توسعه صنعتی و خدماتی تهران، قرارگیری منطقه در محدوده شهر و تبدیل آن به یکی از مناطق بیست‌گانه شهرداری بر اساس تقسیمات شهری سال ۱۳۵۹ رشد کالبدی این منطقه نیز کند شد. همچنین اعمال محدودیت‌های استقرار و توسعه صنایع و واحدهای خدماتی متوسط و بزرگ در سطح منطقه و انتقال تعدادی از صنایع، انبارها و بنگاه‌های باربری به خارج از منطقه برکند شدن رشد کالبدی منطقه شانزده دامن زد. در این دوره، تنها توسعه کالبدی بسیار محدودی در سطح منطقه شامل ایجاد سه شهرک مسکونی کوچک مقیاس شهید بهشتی، سیدآباد و فهیم آباد صورت پذیرفت. این شهرک‌ها به منظور تأمین مسکن ارزان قیمت برای شهروندان تهران از جمله تعدادی از ساکنان منطقه ایجاد شدند.
در سال‌های ۱۳۶۸–۱۳۸۱ با تشدید محدودیت‌های اعمال شده به وسیله دولت و شهرداری تهران برای کنترل توسعه فیزیکی تهران و مهار توسعه و ایجاد واحدهای صنعتی و خدماتی در محدوده و حریم شهر، دیگر گسترش صنعتی و کارگاهی به عنوان متغیر و محرک منطقه شانزده برای گسترش کالبدی به‌شمار نمی‌آید بلکه دلیل مهم و اساسی رشد کالبدی منطقه شانزده ناشی از متغیر دیگری است. به واقع به دلیل افزایش هزینه زمین و مسکن در مناطق مرکزی و شمال تهران، عامل تأمین مسکن ارزان قیمت برای شهروندان تهران نقش بیشتری در گسترش کالبدی منطقه پیدا کرد. بخش مهمی از توسعه‌های مسکونی در اراضی کوره‌های آجرپزی و کشاورزی قسمت جنوبی ناشی از این امر بوده‌است. در این زمینه شبکه‌های دسترسی نقش مهمی در مکان‌یابی و نحوه گسترش آنها داشته‌اند. شهرک وصال در ارتباط با دسترسی به بزرگراه آزادگان و شبکه راه‌های منتهی به خیابان‌های شهید رجایی و بهمنیار شکل گرفت. شهرک چهارده معصوم نیز در جوار خیابان فدائیان اسلام ایجاد شد. مجتمع‌های مسکونی دانشگاه امیر کبیر، کوثر، ابریشم، چیت سازی ری و پروژه‌های انبوه‌سازی درحال احداث و شرق محله سیدآباد نیز به واسطه خیابان منتهی به شریان‌های اصلی منطقه، مکان‌یابی و احداث شدند تا ساکنان آنها با سهولت بیشتری به مراکز مهم فعالیتی موجود در منطقه و خارج از آن دسترسی داشته باشند.

### مناطق هفده تا بیست و دو
هفده بر اساس گزارش‌های تاریخی منطقه هفده کنونی شهرداری تهران، از دوره خلافت اموی بر ایران و زمامداری عبدالملک بن مروان سابقه سکونتگاهی دارد. بقعه امامزده حسن به عنوان یکی از اهالی این محدوده همچنان در منطقه هفده تهران برجای است. این بقعه از قدیمی‌ترین مکان‌های منطقه یاد شده‌است، ساختمان بقعه در شمار آثار ملی به ثبت رسیده‌است. مستند به روایت‌های تاریخی در آن دوره زمانی از این محدوده به عنوان قریه جی اولیا یاد می‌شده‌است بخشی از ولایت ری قدیم به‌شمار می‌آمده‌است. این قریه را حاصلخیز و دارای کشت و زرع توصیف کردند. با درگذشت امامزاده حسن، آرامگاه او به عنوان زیارتگاه‌ها محل رجوع و توسل مردمان آن روزگار بوده‌است، در همان دوران است که هسته‌های اولیه سکونت گزینی در این محدوده شکل گرفت.
عمده مراحل تکوین و گسترش کالبدی منطقه در سال‌های دهه سی رقم خورد. در فاصله سال‌های ۱۳۳۵ تا ۱۳۴۸ همزمان با مهاجرت جمعیت به تهران براثر تأثیرات حاصل از اصلاحات اراضی سال‌های ۴۲–۱۳۴۰، مهاجرت و اسکان جمعیت در سطح منطقه آغاز شد. به دنبال آن بخش عمده‌ای از اراضی کشاورزی منطقه تغییر کاربری یافت و به اراضی شهری تبدیل شد. روند تغییر کاربری اراضی منطقه از کاربری کشاورزی به کاربری‌های شهری در طول سال‌های بعد از ۱۳۴۸ نیز ادامه یافت تا اینکه در سال ۱۳۵۸ تقریباً تمامی اراضی منطقه تغییر کاربری یافته و به اراضی مسکونی و شهری تبدیل شدند.
تهران دهه چهل خورشیدی به بعد دستخوش تحولات گسترده کالبدی و اجتماعی می‌شود و منطقه هفده تهران هم بی‌تاثیر از این تحولات نبوده‌است. تحولاتی که فاقد برنامه، چشم‌انداز و راهبردی مشخص رقم خورد و بر اساس اسناد فرادست و مستندات در دسترس عمدتاً در پاسخ به نیازهای افزایش جمعیت و سیل مهاجرت به تهران رقم خورده‌است. در پی این گسترش فاقد بی‌برنامه، محدوده منطقه هفده تقریباً طی هفتاد سال از محدوده‌ای با کاربری غالب کشاورزی، باغ‌داری و دام‌پروری به منطقه‌ای با کاربری مسکونی، صنعتی و تجاری تغییر ماهیت داد.
براساس طرح جامع قدیمی تهران اراضی تهران به دو محدوده ۵ و ۲۵ ساله تقسیم شد. براساس این تقسیم‌بندی، منطقه هفده هم به دو قسمت تفکیک می‌شود. در واقع، اراضی بخش‌های شمال، شمال شرق و مرکزی منطقه هفده در محدوده ۵ ساله و در هسته مرکزی تهران قدیم و بقیه اراضی این منطقه در محدوده ۲۵ ساله قرار گرفت. متناسب با این تقسیم‌بندی، برای منطقه هفده در آن زمان سه کارکرد تعریف شد: کاربری مسکونی برای محدوده ۵ ساله، کاربری صنعتی برای شمال غرب منطقه (در کناره جاده قدیم ساوه) و کاربری کشاورزی برای اراضی واقع در محدوده ۲۵ ساله که خارج از دو پهنه مسکونی و صنعتی بوده‌است. تقریباً از دهه ۱۳۴۰ طرح‌ها و برنامه‌های مختلفی برای تهران تهیه، تصویب و اجرا شد. این طرح‌ها و برنامه‌ها تأثیرات گوناگونی بر ساختار فضایی تهران و استقرار فعالیت‌های اقتصادی در سطح آن بر جای گذاشت. بارگذاری‌های انجام شده در سطح شهر تهران به دلیل اجرای برنامه‌های مختلف، سبب اشباع فضایی اراضی تهران و افزایش قیمت زمین در محدوده قانونی آن شد. اشباع فضایی اراضی و افزایش قیمت زمین باعث شد بخشی از فعالیت‌های اقتصادی به همراه اقشار کم‌درآمد اجتماعی به نقاط حاشیه‌ای آن روز تهران رانده شوند. قابل فرض است که هدف غایی از این مهاجرت‌ها در درجه اول یافتن کارو در وهله بعد احداث سرپناهی به منظور سکونت بود. از این‌رو، اراضی واقع در محدوده ۲۵ ساله تهران به علت قیمت پایین زمین و نزدیکی به محل کار مورد توجه آنان قرار گرفت. فشار بر روی تملک اراضی حاشیه‌ای واقع در محدوده ۲۵ ساله و ساخت و سازهای غیرمجاز در این اراضی، مدیریت شهری وقت را به چاره‌اندیشی واداشت. سال ۱۳۵۷، شورای نظارت بر گسترش شهر تهران محدوده خدماتی شهر تهران را در جهات چهارگانه تا خط محدوده ۲۵ ساله طرح جامع قدیم مورد تصویب قرار داد و مقرر شد شهرداری تهران ظرف مدت سه ماه خط کمربند سبز و خط محدوده ۲۵ ساله را روی نقشه منعکس و مختصات و عوارض طبیعی و داخل آن را مشخص نماید.
نقطه عطف تحولات کالبدی و کارکردی این منطقه را باید در دهه‌های ۱۳۵۰ و ۱۳۶۰ جستجو کرد. به بیان دیگر، نرخ بالای رشد جمعیت به همراه مهاجرت سیل‌گونه روستاییان و ساکنان سایر شهرهای دور یا نزدیک به پایتخت منجر به ساخت و ساز غیراصولی و بی‌برنامه در محدوده ۲۵ ساله شد. در منطقه هفده به دلیل ویژگی‌های خاص آن (نزدیکی به مرکز شهر، موقعیت مناسب از نظر سهولت دسترسی‌ها، ویژگی‌های جغرافیایی) این واقعه با سرعت بسیار زیادی اتفاق افتاد و جمعیت فراوانی را در خود جای داد. سال ۱۳۵۹ و هم‌زمان با آزادسازی باقی‌مانده اراضی ۲۵ ساله، صنایع متنوعی در سطح منطقه مستقر شدند و به دنبال آن نوع اشتغال جدیدی در سطح منطقه رواج یافت. روند سریع شکل‌گیری بافت در گذشته، باعث ایجاد بافتی متراکم با معبرهای عمدتاً کم‌عرض و طولانی و فرسودگی درصد قابل توجهی از واحدهای مسکونی در حال حاضر شده‌است. روند شکل‌گیری بافت این محله را به سه دوره می‌توان تقسیم کرد.
در فرایند تحول کالبدی منطقه، هم‌جواری اراضی آن با دو محور ارتباطی اصلی (خیابان قزوین و جاده ساوه) سبب شد که عموماً اراضی مجاور این دو محور با تفکیک شود. قطعات بزرگ به کاربری‌های صنعتی، حمل و نقل، انبارداری و خدمات وابسته به آن‌ها تغییر کاربری یافت. سایر اراضی نیز با هدف اسکان هرچه بیشتر جمعیت به قطعات بسیار کوچک متناسب با قدرت خرید اقشار کم‌درآمد تفکیک شد؛ این روند در نهایت منجر به ساخت واحدهای مسکونی ناکارآمد و غیرضابطه‌مند منجر شد. عبور دو خط راه‌آهن تهران-تبریز و تهران-اهواز هم به انفصال بافت منطقه دامن بزند که در سال‌های اخیر با تملک اراضی از سویی شهرداری منطقه برای آزادسازی آن‌ها و استفاده از زیر گذر برای خط راه‌آهن تهران - تبریز برخی از کبودها و چالش‌ها در انسجام‌بخشی به منطقه مرتفع شده‌است. مجموعه فراز و نشیب‌های یاد شده باعث شد، بافت کالبدی منطقه ویژگی‌های نامناسبی مانند فرسودگی، عدم انسجام و انفصال بافت منطقه و فقدان منظم در نوع کاربری و تداخل شدید کاربری‌ها دارد.
هیجده سابقه سکونت شهری و در شمار بافت شعری قرار گرفتن منطقه هیجده به سال ۱۳۵۹ بازمی‌گردد.
در تهران قدیم کانون سکونتگاهی این محدوده روستای یافت‌آباد بود و هم‌اکنون هم نام محله‌ای در این منطقه است. با گسترش مهاجرت توسعه و منطقه رشد یافته‌است. اغلب کاربری‌های آن قبل از توسعه شهری و ساخت و ساز، کشاورزی بوده‌است. اکثر اراضی این منطقه در چند دهه پیش باغ‌ها و مزارع کشاورزی بود که با توسعه تهران به طرف غرب، بخشی از این اراضی تحت پوشش توسعه شهری گرفت. بر اساس طرح جامع اولیه شهر تهران، منطقه هیجده به عنوان بخش کوچکی از منطقه تهران مرکزی محسوب می‌شد. اما به دلیل عبور خط راه‌آهن تهران-تبریز از شمال آن و انفصال از بافت تهران از یک سو و عدم توجه طرح مذکور به این محدوده از سوی دیگر، نقش حاشیه‌ای به وجود آورده‌است.
در گذر زمان از اواخر دهه پنجاه تا پایان سده چهاردهم خورشیدی، با افزایش جمعیت تراکم آن رو به فزونی گذاشته‌است. این جذابیت متأثر از عوامل متعددی بوده‌است. از جمله استقرار منطقه به عنوان مدخل شهر تهران، قیمت پائین اراضی در دهه‌های گذشته، جذب مهاجران کم درآمد و کارگران کارخانجات طوری شده‌است که جمعیت منطقه از در فاصله ۱۳۵۷ از ۲۹۶٫۲۴۳ نفر به بیش از ۴۱۰ هزار نفر در سال ۱۳۷۵ برسد. همچنین به لحاظ ماهیت طبقاتی و نوع مشاغل ایجاد شده و خصوصیات فرهنگی و اقتصادی ساکنین که اکثراً مراجعین به شهر تهران را تشکیل می‌دهند، بافت مسکونی ایجاد شده بسیار پرتراکم، ریزدانه و با معابر دسترسی کم عرض شکل گرفته‌است. منطقه هیجده از گذشته تا کنون به عنوان محدوده حاشیه‌ای، در برگیرنده بخشی از دامداری‌های تهران، گمرک غرب تهران و صنایعی با عملکرد فرامنطقه‌ای همچون شیر پاستوریزه، بازار استیل، بازار آهن بوده‌است. در طرح جامع فرمانفرمائیان منطقه ۱۸ به عنوان بخش کوچکی از منطقه مرکزی تهران محسوب شده بود. همچنین به دلیل عبور خط آهن تهران ‐ تبریز از شمال آن و انفصال از بافت تهران و همچنین عدم توجه به طرح به این محدوده نقش حاشیه‌ای داشت زیرا در ساختار تهران به عنوان جزئی از کالبد شهر نقش ایفا نمی‌کرد و متأثر از گسترش روستای یافت‌آباد بود که تدریجاً این منطقه حاشیه‌ای به بخشی از تهران بدل شد.
نوزده
اطلاعات دقیقی تاریخی از وضعیت سکونتگاهی شهری منطقه نوزده شهرداری تهران در دسترس نیست. بر اساس برخی از گزارش‌ها منطقه نوزده تهران از سال‌های بعد انقلاب به عنوان منطقه شهری و بخشی شهرداری تهران به‌شمار آمده‌است، سال‌های قبل از انقلاب عمده اراضی این منطقه زمین‌های با کاربری کشاورزی و دامداری بوده‌است. متأثر از افزایش جمعیت، مهاجرت تدریجاً زمین‌های محدوده یاد شده نیز به کاربری مسکونی تغییر یافته‌است.
محدود کنونی منطقه نوزده شهرداری تهران، در تهران قدیم تا دهه سی خورشیدی شبکه‌ای از راه‌های روستایی میان تهران و شهرری بوده‌است. به‌طور مشخص نخستین ساخت و سازها در این منطقه به دوره رضاشاه با احداث پادگان و فرودگاه قلعه‌مرغی در محله قلعه‌مرغی بازمی‌گردد. فرودگاه تاریخی قلعه‌مرغی به عنوان نخستین فرودگاه تهران در دهه هشتاد خورشیدی به بوستان ولایت تغییر کاربری داد. با این اقدام تدریجاً زمینه‌های تغییر کاربری اراضی کشاورزی به شهری و مسکونی فراهم شد و مستند به برخی از گزارش‌ها در فاصله سال‌های دهه پنجاه و شصت خورشیدی روند توسعه کالبدی این منطقه شتاب بیشتری گرفت.
در این منطقه از روزگار تهران قدیم تا کنون مناطق و سکونت‌هایی قدیمی وجود داشته‌است که هنوز هم با همان نام‌های قدیمی شناخته می‌شوند از جمله می‌توان به خانی‌آباد، نعمت‌آباد و عبدل‌آباد اشاره کرد. براساس گزارش‌های تاریخی خانی‌آباد، در کنار محله‌هایی نظیر سنگلج و بازار بزرگ، در دورهٔ سلطنت ناصر الدین شاه قاجار به بافت شهری تهران اضافه شد. دروازه خانی‌آباد در دوره ناصری یکی از دوازده دروازه اصلی شهر تهران بوده‌است. این دروازه همراه با حصار و دروازه‌های دیگر تهران برای گسترش پایتخت در دوره رضاشاه پهلوی تخریب شدند. این دروازه در تقاطع خیابان‌های خانی‌آباد و شوش بوده‌است. این محدود با گذر زمان و بر اساس تقسیمات شهری تهران در روزگار کنوی به دو محله شمالی و جنوبی تقسیم شده‌است.
همچنین نعمت‌آباد در تهران قدیم روستایی واقع در مسیر تهران و قم با برج و بارو بوده‌است. برخی منابع قدمت قلعه قدیمی واقع در روستای نعمت‌آباد را چهارصد سال برآورد کردند؛ در تهران جدید اما دیگر از آن قلعه و بقایای آن نشانی نیست. پس از انقلاب با تأسیس پاسگاهی در این محله، عملاً این منطقه در میان مردم به محدوده پاسگاه نعمت‌آباد شهرت یافته‌است.
بیست

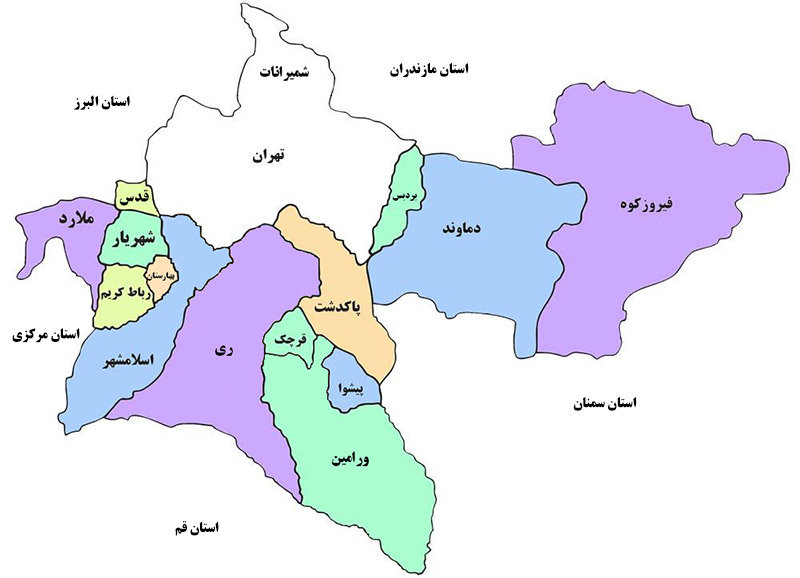
نقشه موقعیت جغرافیایی شهرری در استان تهران

منطقه بیست شهرداری تهران، دربرگیرنده شهر ری است. این منطقه از دیرباز سابقه سکونتگاهی دارد.
ری، شهرری، یا راگا() مرکز شهرستان ری در استان تهران ایران است. ری از کهن‌ترین شهرهای جهان است به طوریکه این منطقه را در گذشته «شیخ البلاد» می‌گفتند. تاریخ پیدایش ری به زمان اقوام آریایی می‌رسد و ری از تمام شهرهای ماد بزرگتر بود. ری در لغت به معنای شهر سلطنتی است. ساکن و اهل ری را رازی می‌نامند. ری در بخشی از دوره زیاریان و نیز سلجوقیان پایتخت ایران بوده‌است. این شهر در طول تاریخ به نام‌های مختلفی خوانده می‌شده، راکس (رکس)، راگز، راگا، رغه، ارشکیه، رام اردشیر، ام‌البلاد، ری شهر، شیخ البلاد و محمدیه از نام‌هایی بودند که ری در هر دوره به مناسبتی با یکی از این نام‌ها خوانده می‌شده. بنابر آنچه که در اوستا آمده ری سیزدهمین شهری است که درجهان ساخته شده‌است. تاریخ سکونت در این شهر به ۸۰۰۰ سال پیش از میلاد برمی‌گردد. اگر چه ری همواره یکی از شهرهای مهم ایران باستان به‌شمار می‌رفت ولی هیچ‌گاه پایتخت در ایران باستان و ایران پیش از اسلام نبود.این شهر در قرن چهارم هجری بزرگ‌ترین مراکز چهارگانه ایالت جبال بوده‌است. ابن حوقل گوید بعد از بغداد آبادتر از ری شهری در شرق نیست، جز آنکه نیشابور به وسعت از آن بیشتر و بزرگتر است.
بیست و یک
سابقه سکونتگاهی محدوده منطقه بیست و یک کنونی به سال‌های دهه چهل و پنجاه خورشیدی بازمی‌گردد. به عبارتی دیگر از حیث عملکردی و کاربری منطقه را می‌توان به دو بخش مسکونی و غیر مسکونی تقسیم کرد.
منطقه بیست و یک شهرداری تهران در نخستین طرح جامع تهران مصوب ۱۳۴۹ به عنوان پهنه اصلی استقرار کارخانجات صنعتی و فعالیت‌های وابسته به آن در نظر گرفته شده‌است. محدوده کنونی منطقه بیست و یک تا سال ۱۳۸۳ به عنوان جزئی از منطقه ۹ شهرداری تهران، نواحی ۳، ۴ و ۵ شهرداری این منطقه را تشکیل می‌داد. در این سال، این سه ناحیه از شهرداری منطقه ۹ منفک شده و منطقه ۲۱ را تشکیل دادند. در همین سال شهرداری منطقه ۲۱ تأسیس شد.
در تهران ادوار گذشته، هسته‌های کوچک جمعیت در وردآورد، قلعه‌ها و کاروان‌سراهایی چند شامل قلعه سلیمان خان، قلعه چیتگر، قلعه ارامنه، قلعه حسن‌خان، کاروان‌سرا سنگی و … در سر راه تهران – قزوین در دوره‌های گذشته می‌تواند تجسمی کامل از فضای حومه‌ای خلوت در آن دوران را نشان دهد. از قدیمی‌ترین سکونت‌گاه مسکونی در محدوده کنونی منطقه بیست و یک، وردآورد و بخشی از چیتگر از گذشته‌های دور روستا بودند. مستند به فرهنگ جغرافیای ایران؛ وردآورد دهی جزء بخش کن شهرستان تهران به‌شمار می‌آمده‌است. وردآورد در گذشته به صورت قلعه‌ای با دیوار بلند ۱۲ متری و ۶ برج دیدبانی و ۲ دروازه بود. همچنین بافت محدوده شمال تهرانسر دهه ۱۳۵۰ شکل گرفته‌است. بخش عمده بافت مسکونی منطقه دربرگیرنده شهرک‌های فرهنگیان، آزادی، استقلال، آسمان، شهرداری، دژبان، دریا، ثامن، بیست و دو بهمن و تهرانسر و همچنین هواپیمائی کشوری، پارک جنگلی چیتگر، دریاچه چیتگر و… در سال‌های دهه ۱۳۶۰ و پس از آن گسترش یافته‌است.
همان‌طور که گفته شد، مستند به نخستین طرح جامع تهران مصوب ۱۳۴۹ به عنوان پهنه اصلی استقرار کارخانجات صنعتی و فعالیت‌های وابسته به آن در نظر گرفته شده‌است. شرکت ایران خودرو به عنوان یکی از بزرگترین شرکت‌های خودروسازی ایران سال ۱۳۴۱ در این منطقه بنیاد نهاد شد. همچنین شرکت سایپا (سهامی عام ایرانی تولید اتومبیل) در سال ۱۳۴۴ در زمینی با مساحت ۲۴۰ هزار متر مربع و زیربنای ۲۰ هزار مترمربع تأسیس شد. همچنین شرکت خودروسازی کرمان سال۱۳۶۹ در این منطقه احداث شد.
بیست و دو
منطقه بیست و دو شهرداری تهران از دهه پنجاه خورشیدی سابقه کاربری مسکونی و صنعتی در شهر تهران دارد.
نخستین تلاش‌ها در زمینه پیوستن اراضی کنونی منطقه بیست و دو شهرداری تهران به بافت شهری پایتخت به دهه چهل خورشیدی بازمی‌گردد. مستند به گزارش‌های تاریخی مالکان اولیه اراضی منطقه در سال‌های قبل از انقلاب خانواده فرمانفرمایان و فیروزگر بودند. پس از تصویب نخستین طرح جامع تهران در سال ۱۳۴۹ منطقه با نام شهر جدید کن در سال‌های دهه پنجاه زیر ساخت و ساز رفت و شاهد رشد و توسعه کالبدی بود. تدریجاً در فاصله سال‌های ۱۳۴۹ تا ۱۳۵۸ حدود ۲۰ درصد اراضی منطقه تفکیک شد، مالکین جزئی پیدا کرد. بقیه اراضی به قطعات بزرگ (۱۰۰۰ مترمربع به بالا) تقسیم شد. پس از پیروزی انقلاب اسلامی اراضی فرمانفرمایان و فیروزگر ملی اعلام شد و تعدادی از آنها به سازمان زمین شهری واگذار شد.
در فاصله سال‌های دهه شصت، ۲۵ درصد اراضی توسط نیروهای مسلح جهت ساخت و ساز پادگان‌های نظامی مورد استفاده قرار گرفت. همچنین در قسمتی از اراضی این منطقه نیز تعاونی‌های مسکن شروع به شهرک‌سازی کردند. متأثر از رشد کالبدی منطقه و افزایش جمعیت، چالش‌هایی در حوزه مدیریت خدمات شهری و زیست‌محیطی و … در این منطقه پدید آمد و متأثر از چالش‌های یاد شده، شهرداری تهران بر آن شد تا اراضی شمال غرب تهران را به محدوده خدماتی شهر تهران الحاق نماید؛ بر این اساس تهیه طرح تفصیلی منطقه ۲۲ بنا به توصیه شورای عالی شهرسازی و معماری ایران در سال ۱۳۷۰ با هدف احیای مفاهیم از دست رفته شهرسازی چون هویت، خوانا بودن محیط جهت‌یابی و مکان‌یابی فضاهای مناسب شهری در دستور کار مهندسین مشاور قرار گرفت. در سال ۱۳۷۳ مطالعات تهیه شده توسط مشاور با عنوان طرح تفصیلی منطقه ۲۲ تصویب شد. پس از تصویب طرح تفصیلی، زمینه اجرای آن با مسائل مختلفی همراه شد. در نهایت پس از رفع ایرادهای مطرح شده طرح تفصیلی جدید در سال ۱۳۷۸، به تصویب رسید. سرانجام طرح تفصیلی منطقه ۲۲ تهران در تاریخ هشتم شهریورماه ۱۳۷۹ شهرداری این منطقه رسماً فعالیتش را آغاز کرد.